# 博物館明治村

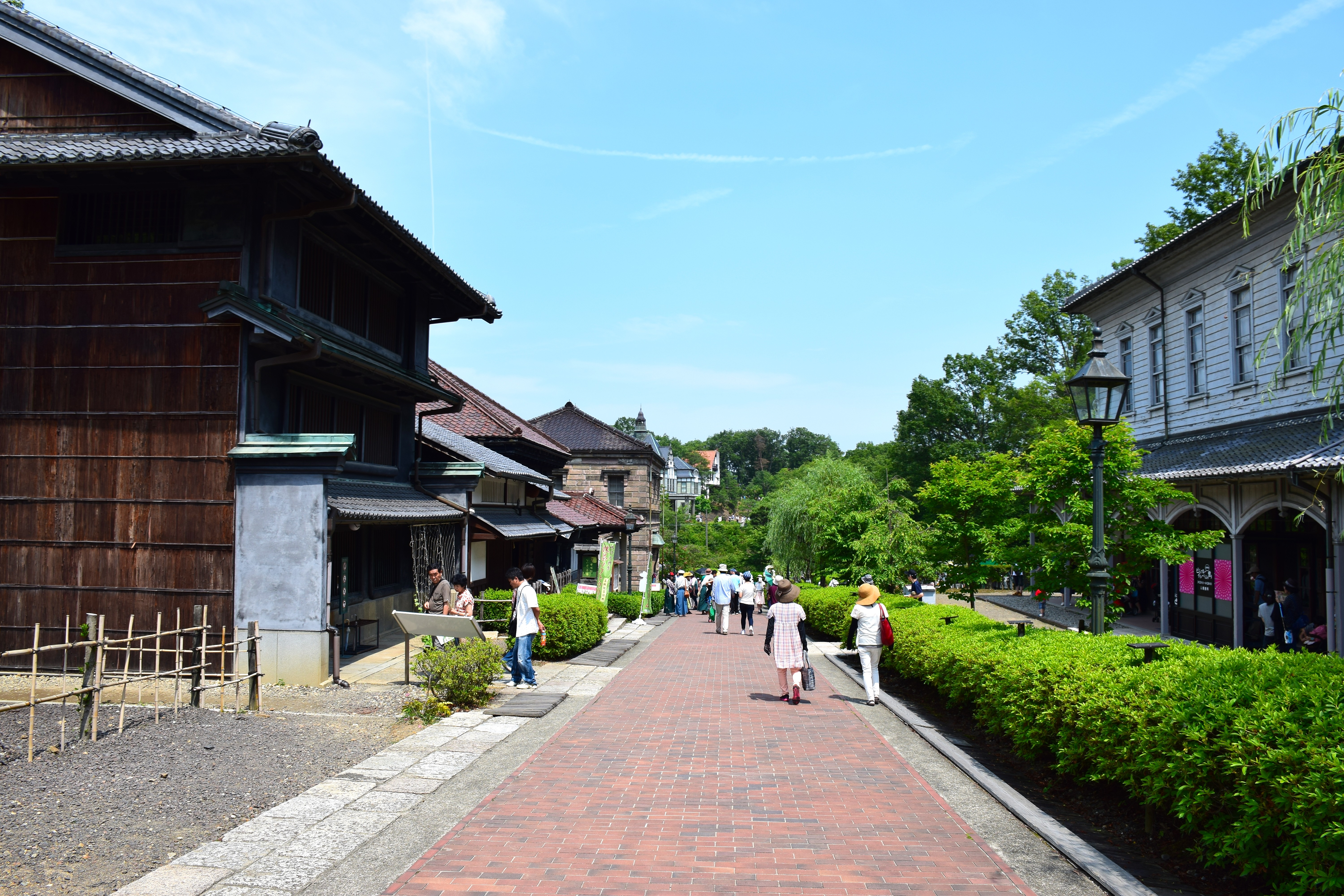
村内風景（左は東松家住宅、右は千早赤阪小学校講堂）

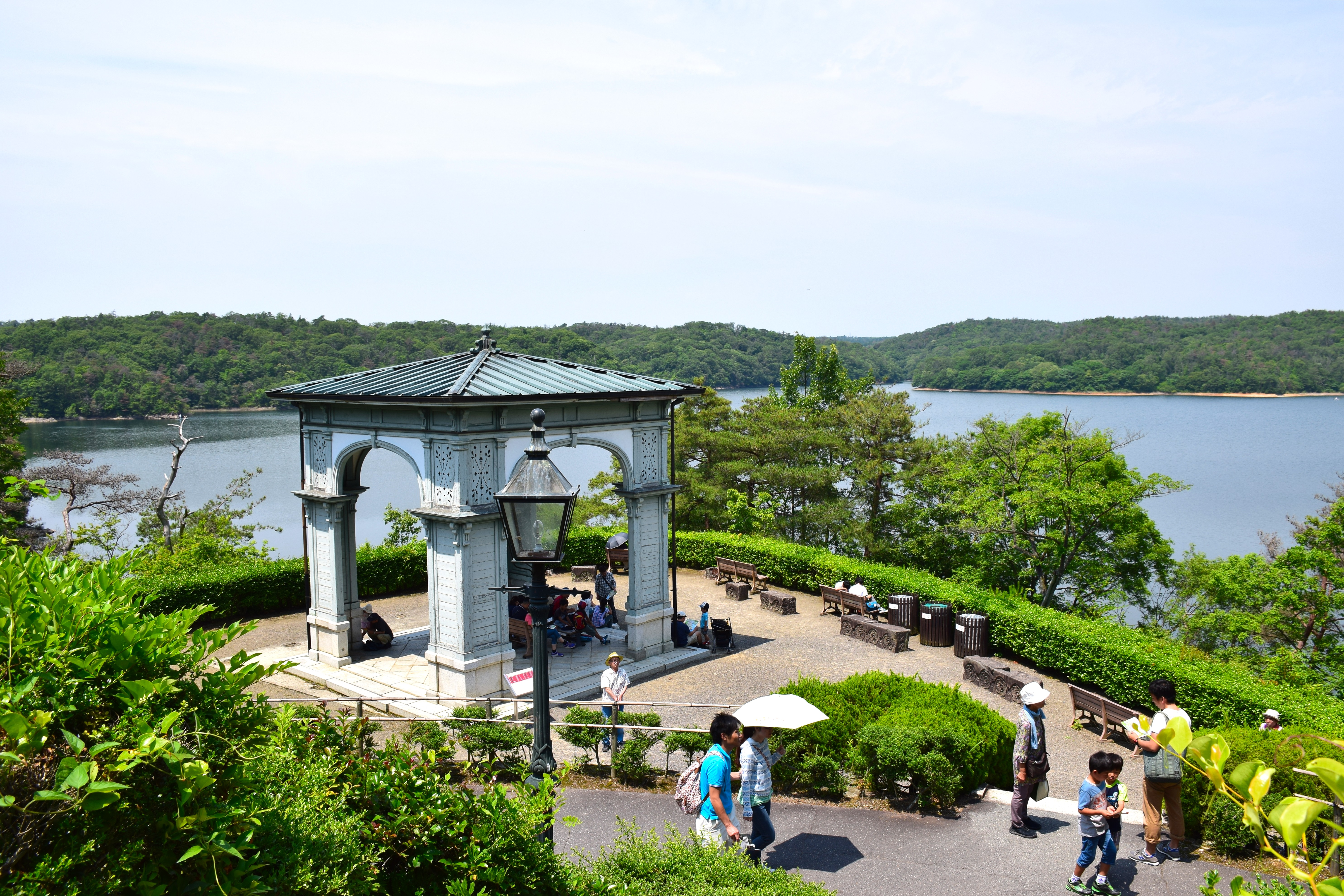
村内風景（宗教大学車寄）

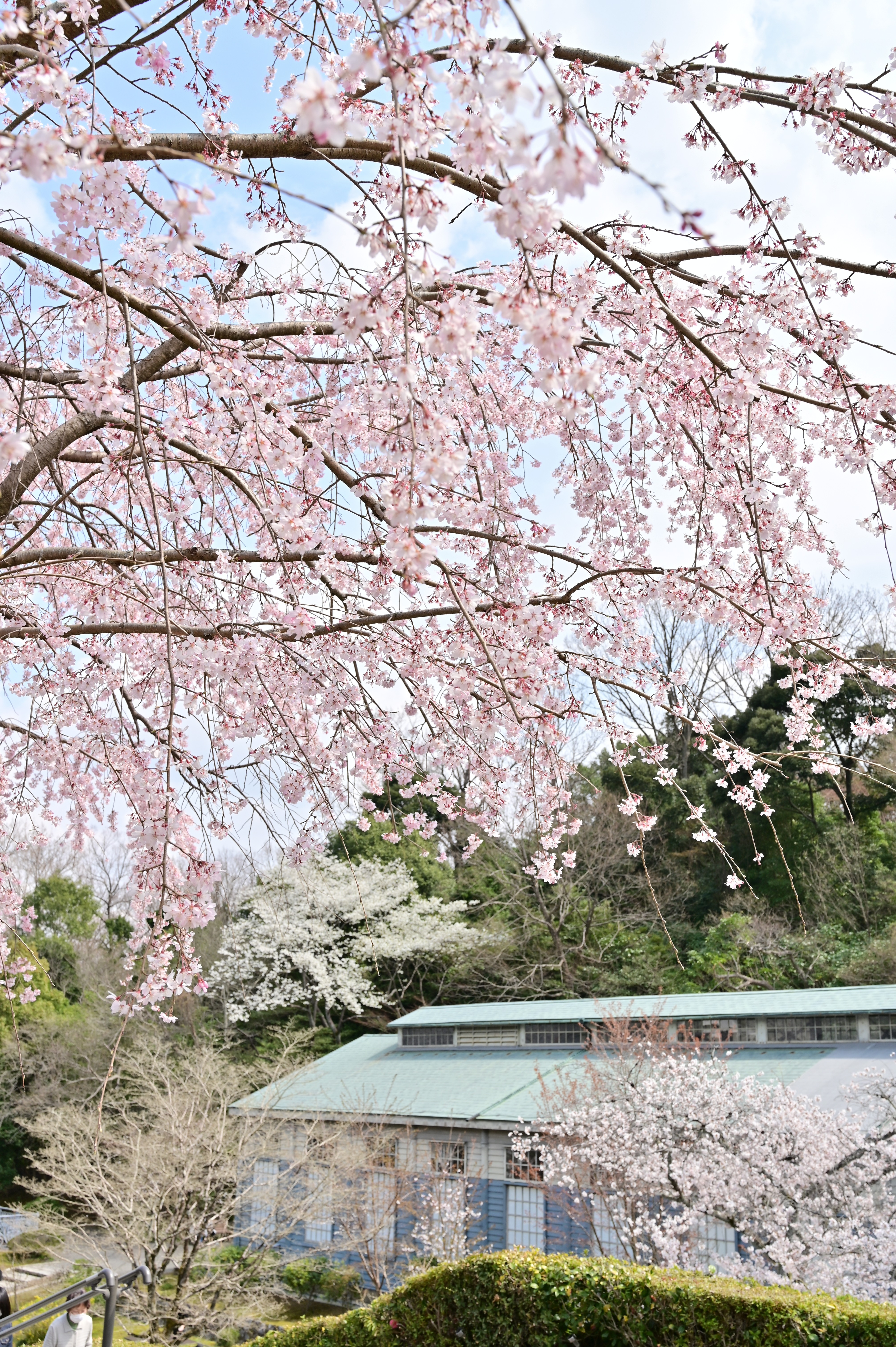
春は村内に約1000本の桜が咲く（鉄道局新橋工場）

博物館明治村（はくぶつかん めいじむら）は、愛知県犬山市字内山1にある野外博物館・テーマパーク。通称は明治村（めいじむら）。
明治時代の建造物等を移築して公開し、また明治時代の歴史的資料を収集し、社会文化の向上に寄与することを目的とする。管理運営は公益財団法人明治村。
敷地面積が大きく、日本のテーマパークとしては同じく名鉄インプレスが経営するリトルワールドに次いで第3位である。歴史的建造物の多さやその広さから、ドラマの撮影やアニメのモチーフに頻繁に使われている。また明治東亰恋伽などゲームとのコラボレーションや、世界コスプレサミットのサブ会場としての提供なども実施している。
なお、春にはタカラッシュ!が主催する謎解きイベントが2006年より毎年開催されている。秋にはその他毎回様々な企業の主催による謎解きイベントが開催されている。

## 歴史
第四高等学校の同窓生だった谷口吉郎（博物館明治村初代館長）と土川元夫 （名古屋鉄道会長） が、戦後の急速な経済成長の蔭で失われつつある明治時代の建築物のうち、歴史上にも文化芸術上にも価値があるものを末永く保ちたいとの意見で一致し、そのための財団設立を構想したのが「明治村」の発端である。
価値ある建築物ほど現状（元の場所）のまま保存するのが最善ではあるが、1960年代当時は経済発展（新しい街づくり）が最優先された時期でもあり、次善の策として、土地開発の妨げになるなどの理由で保存が難しい（建築物の歴史的価値を認めて貰えない）ものを譲り受けて移築し、その修復・保存に努めるための財団法人を1962年（昭和37年）7月16日に設立した。当初の計画では、集客に有利な東京も候補地の一つとなっており、別件で偶々買収した荒川区内の大和毛織工場跡地が当初考えられていた。なお、その土地は東京球場建設候補地となったため約2/3を売却したが、残りは子会社のニュー東京観光自動車（2006年に名鉄グループ離脱）が事業用地として保有を続けた。
1965年（昭和40年）3月18日、名鉄が用地の寄付をはじめ財政面で全面的に援助（基金拠出）し、博物館明治村は犬山市の入鹿池の畔に開館した。
開村当時の施設は札幌電話交換局、京都聖ヨハネ教会堂、森鷗外・夏目漱石住宅など15件だったが、現在では67件（蒸気機関車等も含む）に達している。博物館の敷地も2倍近くの100万平方メートルに広がっている。移築された建物には重要文化財に指定されたものが11件（14棟）あり、それ以外のほとんどの建物も登録有形文化財になっている。
鉄道、郵便、酒造業、病院、裁判所、芝居小屋、学校、教会、灯台など明治の社会、文化の様々な領域を取り上げ、当時の建物とその内部の関連の展示で、一望することが出来るようになっている。歴史的に貴重な文化財を保存しているとともに、明治時代を追体験できる日本のテーマパークの嚆矢である。鉄道資料は静態保存だけでなく、日本初の営業用電車である旧京都電気鉄道（後に京都市電）の車両（狭軌1型）や正真正銘の「陸蒸気」（名古屋鉄道12号 - 旧鉄道院160形）など、明治の車両を動態保存していることも特筆すべきことである。京都市電は1967年（昭和42年）3月18日、蒸気機関車は1974年（昭和49年）3月18日運行が開始され、いずれも館内移動用の乗り物として実際に乗車できる（京都市電と蒸気機関車は2010年12月20日より老朽による調査・点検のため一時運休していたが、京都市電は2012年9月28日より、蒸気機関車は12号のみ2012年11月8日よりそれぞれ運行を再開。12号は2019年に老朽化による点検整備のため運休していたが、2023年4月20日から営業運転を再開。9号 - 旧富士身延鉄道1形は2015年3月15日から運行を再開。2023年7月25日からオーバーホールのため運休中）。
なお、明治期以外の建物も存在する。例えば、坐漁荘は1920年（大正9年）、帝国ホテル中央玄関は1923年（大正12年）、川崎銀行本店は1927年（昭和2年）竣工である。
現在、名鉄は経営主体かつ「明治村」という名称の商標権者（日本第1823241号他）であるが、実際の運営は2003年に設立された同社の子会社（名鉄インプレス）により行われている。建物の復元もしばらく中断していたが、阪神・淡路大震災で被災し、解体保存されていた芝川又右衛門邸（旧所在地は西宮市。武田五一設計）の再建が2005年1月からはじめられ、2007年9月に公開された（新規公開は中井酒造以来13年ぶり）。
2022年度（令和4年度）には愛知登文会によって、明治村にある建物をイラスト付きで紹介する『あいちのたてもの 明治村編』が刊行された。

### 開館までの沿革
- 1961年（昭和36年）10月 - 第1回明治村設立準備委員会が行われる。名鉄が現在地の拠出を提案する[9]。
- 1962年（昭和37年）
  - 1月 - 第3回明治村設立準備委員会が行われる。札幌電話交換局が移設第1号となることが決まる[9]。
  - 7月16日 - 財団設立[9]。
  - 10月 - 西郷従道邸、学習院長官舎、森鷗外・夏目漱石住宅、名古屋衛戍病院の移築が決まる[10]。
- 1963年（昭和38年）
  - 4月25日 - 地鎮祭を行う[10]。
  - 10月 - 建物の移築を開始する。
- 1965年（昭和40年）3月18日 - 開館[10]。

## 村長・館長
初代「村長」は徳川夢声（1965年 - 1971年）。初代村長が退任後、長い空席期間を経て2代目村長に森繁久彌（1990年 - 2004年）が就任。2004年（平成16年）3月、小沢昭一が3代目村長（ - 2012年12月）に就任した。3代目村長の逝去に伴う退任後、しばらく空席が続いたが、2015年（平成27年）3月15日に、4代目村長として阿川佐和子が就任。阿川は初の女性村長である。
歴代の「館長」は、谷口吉郎（1965年3月 - 1979年2月）、関野克（1979年6月 - 1991年6月）、村松貞次郎（1991年6月 - 1997年8月）、飯田喜四郎（1997年12月 - 2010年3月）、5代目館長は鈴木博之（2010年4月 - 2014年2月）で、2014年7月より中川武が6代目館長に就任した（2014年 - ）。

## 主要収蔵物

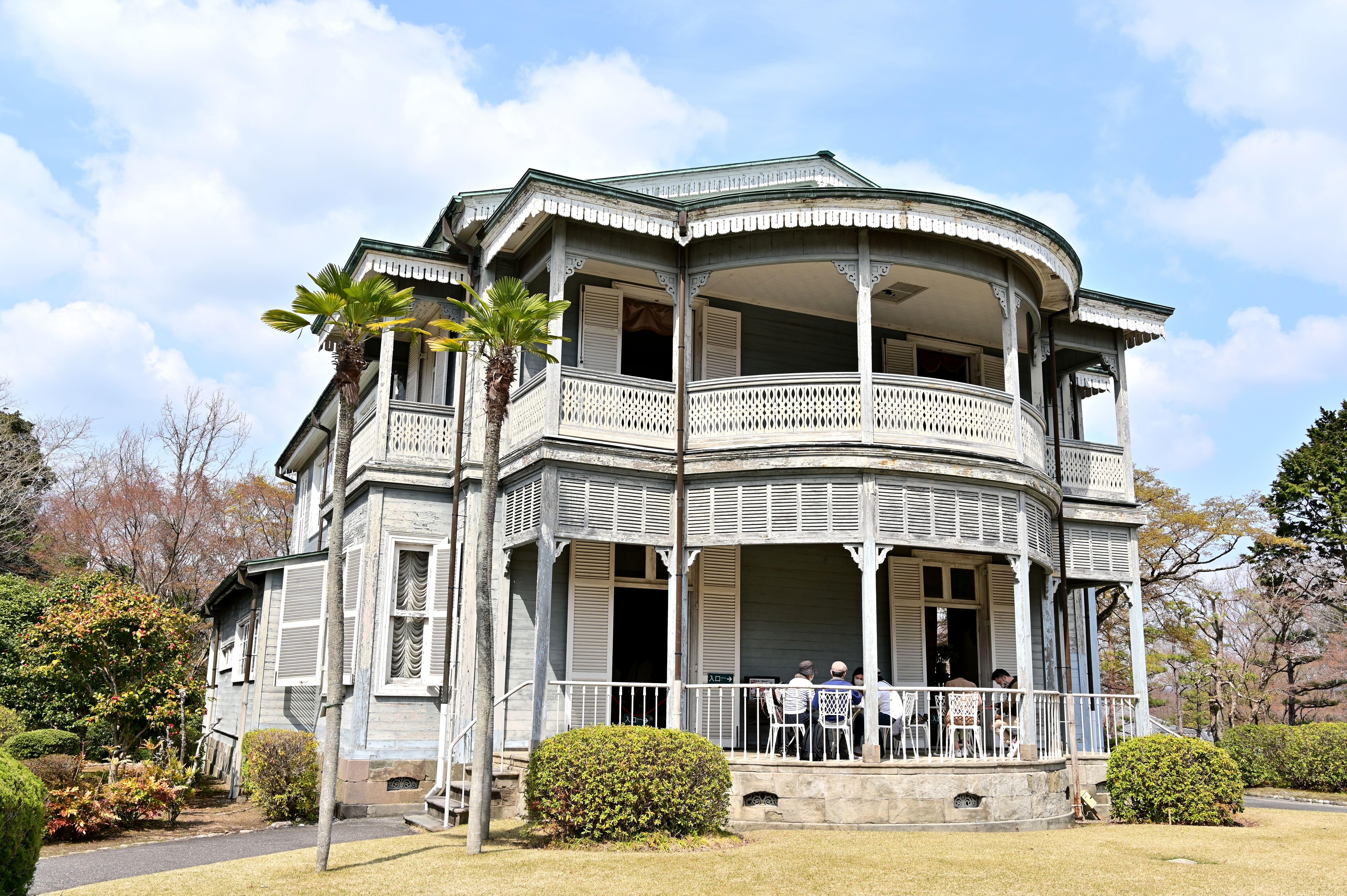
西郷従道邸
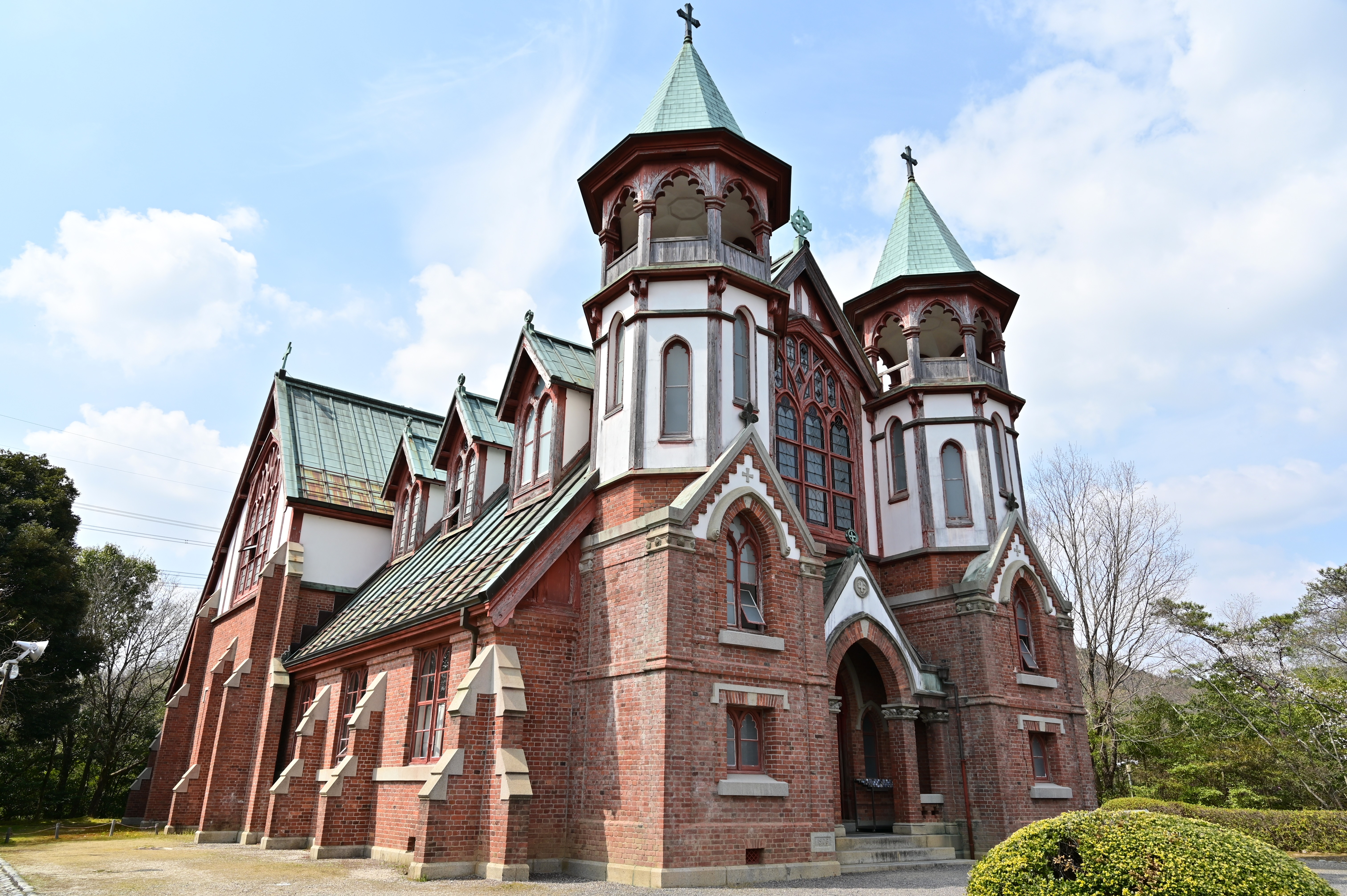
聖ヨハネ教会堂
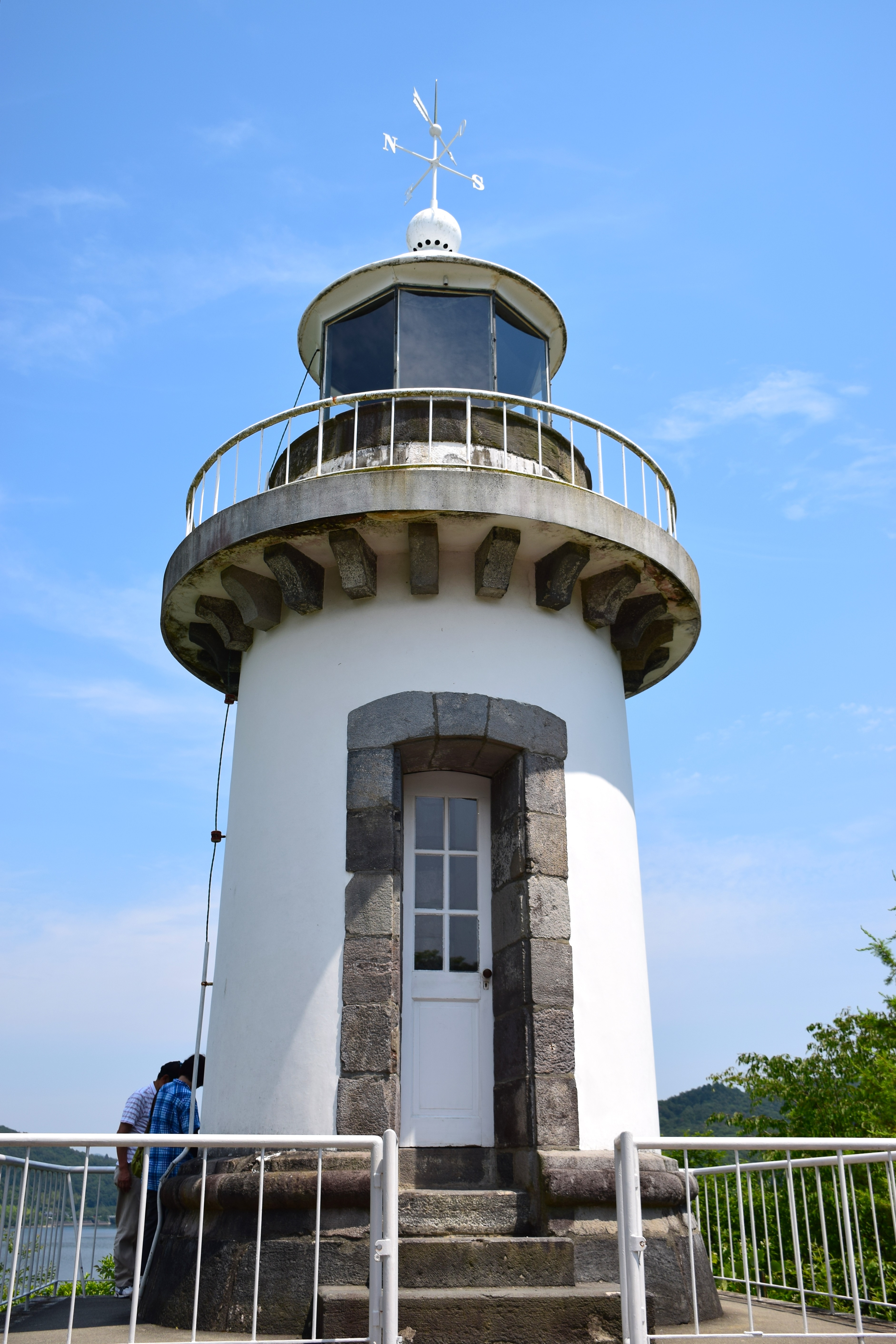
品川灯台
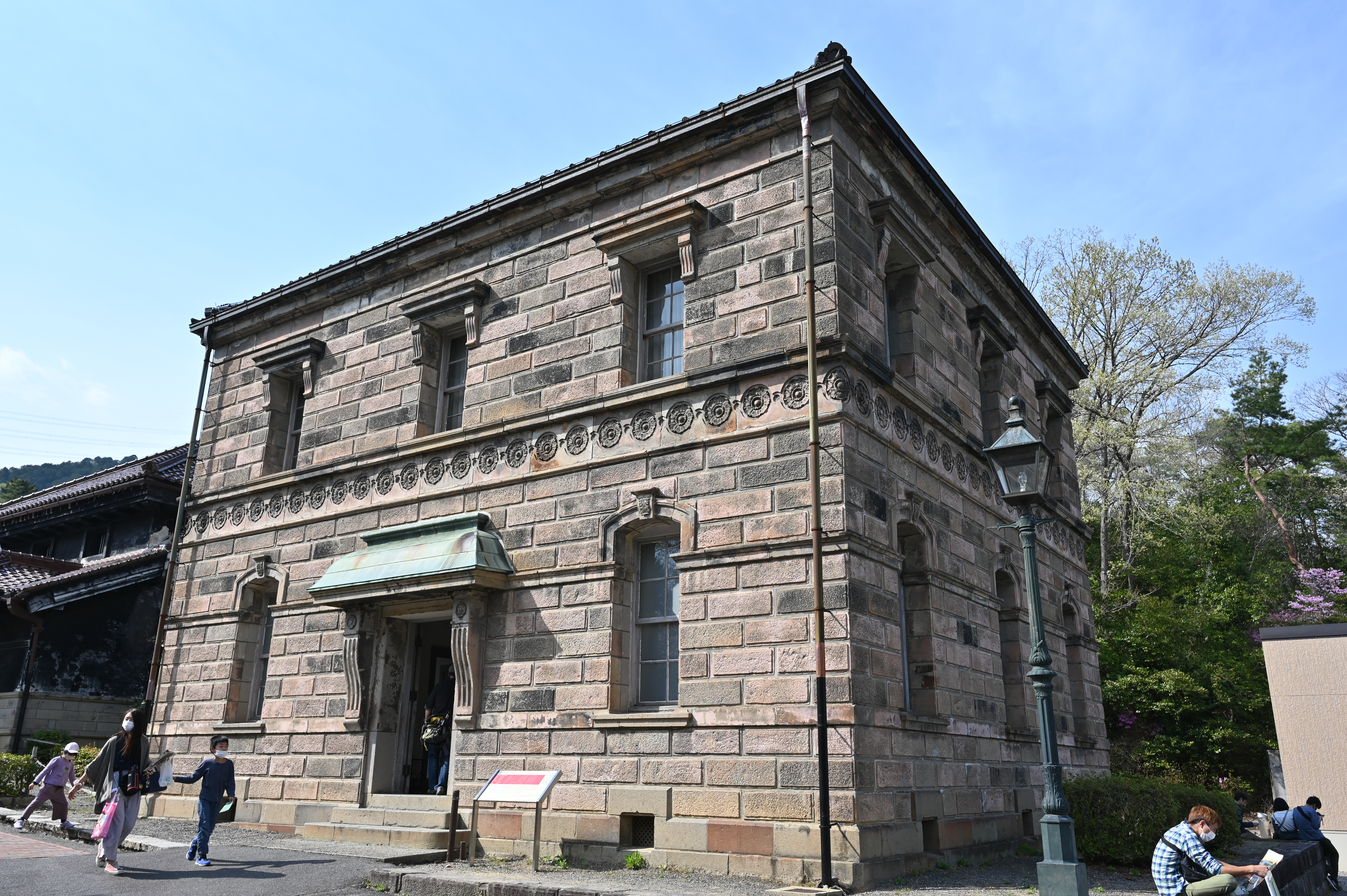
札幌電話交換局
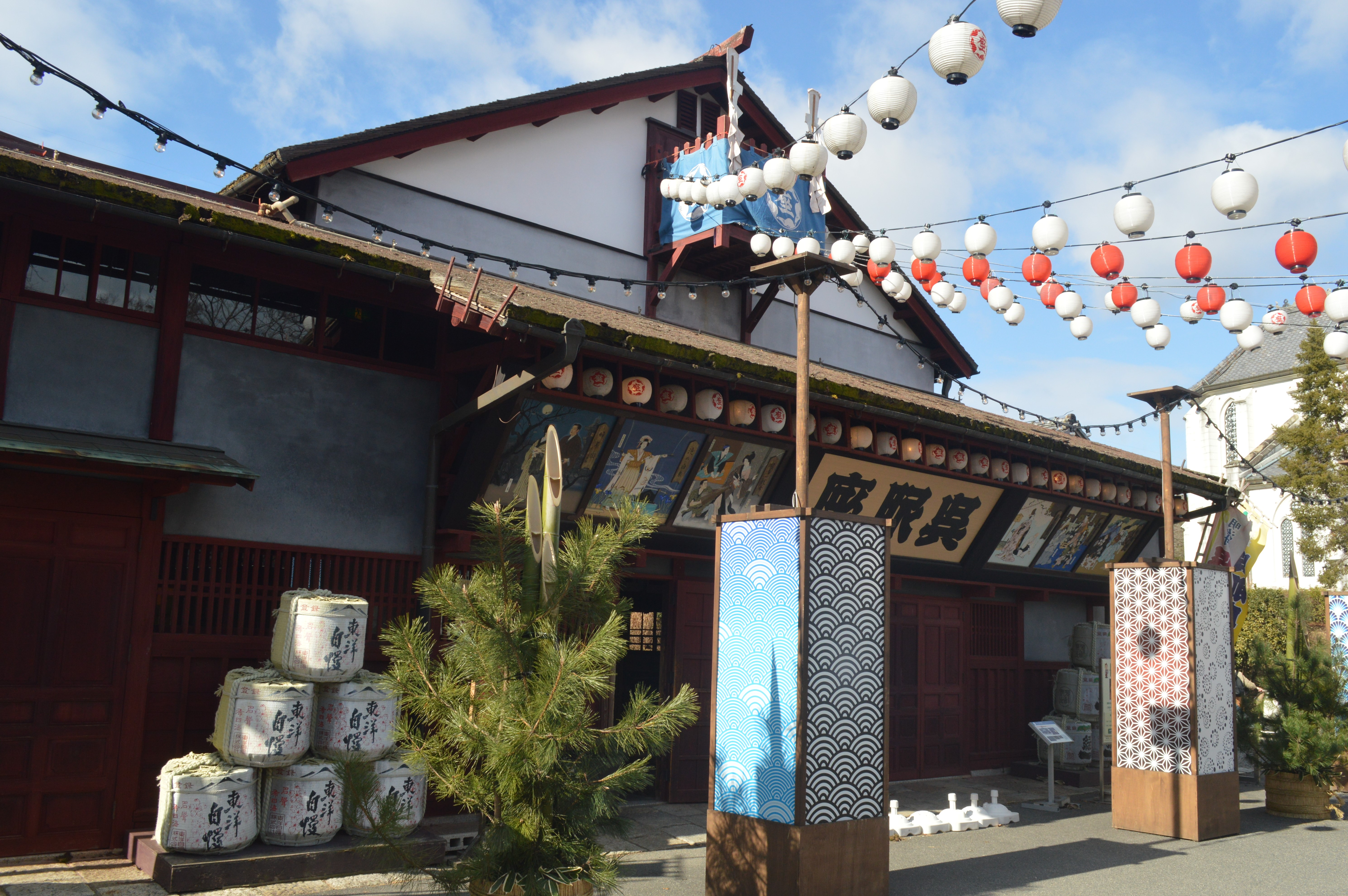
呉服座
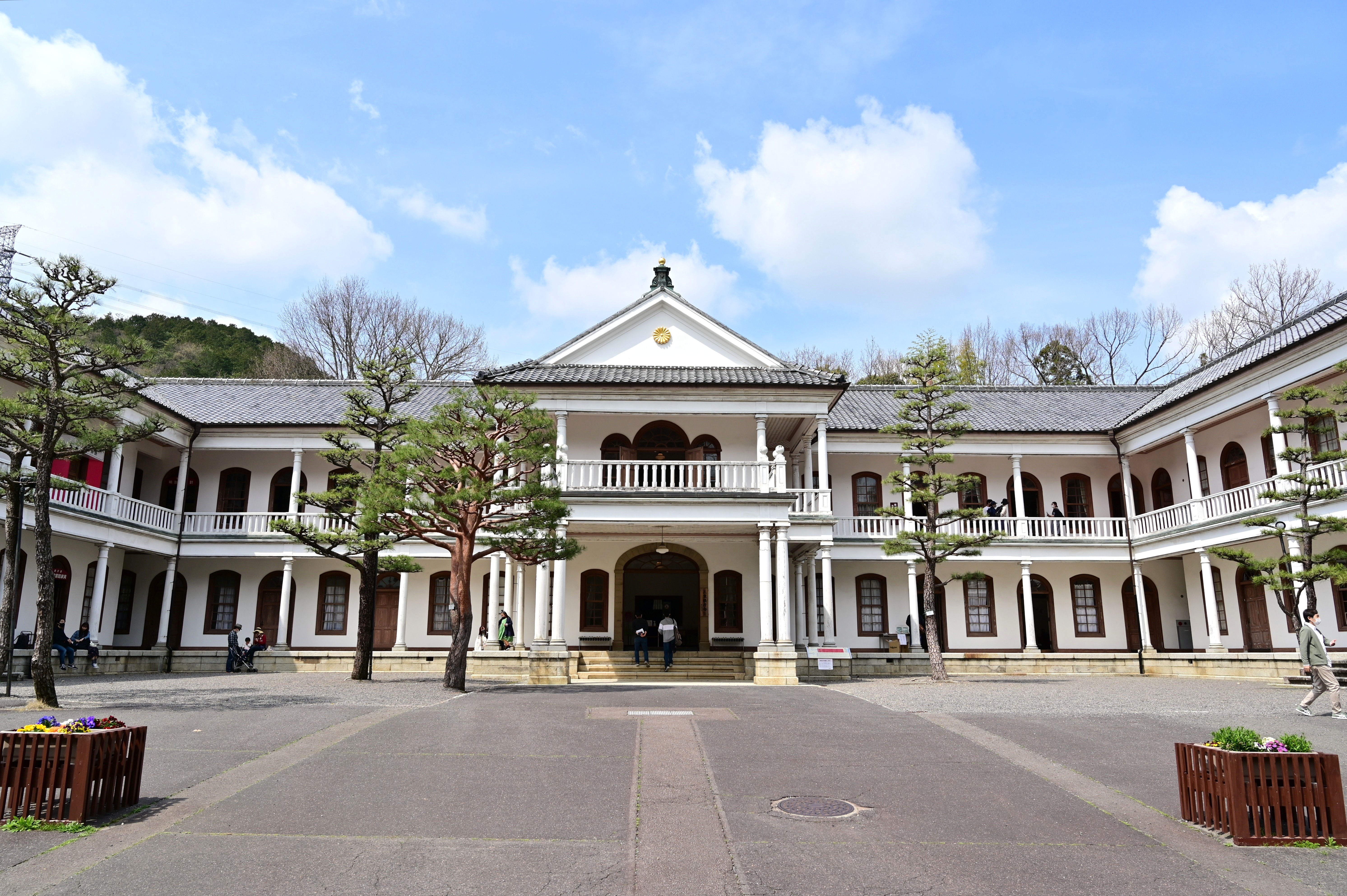
三重県庁舎
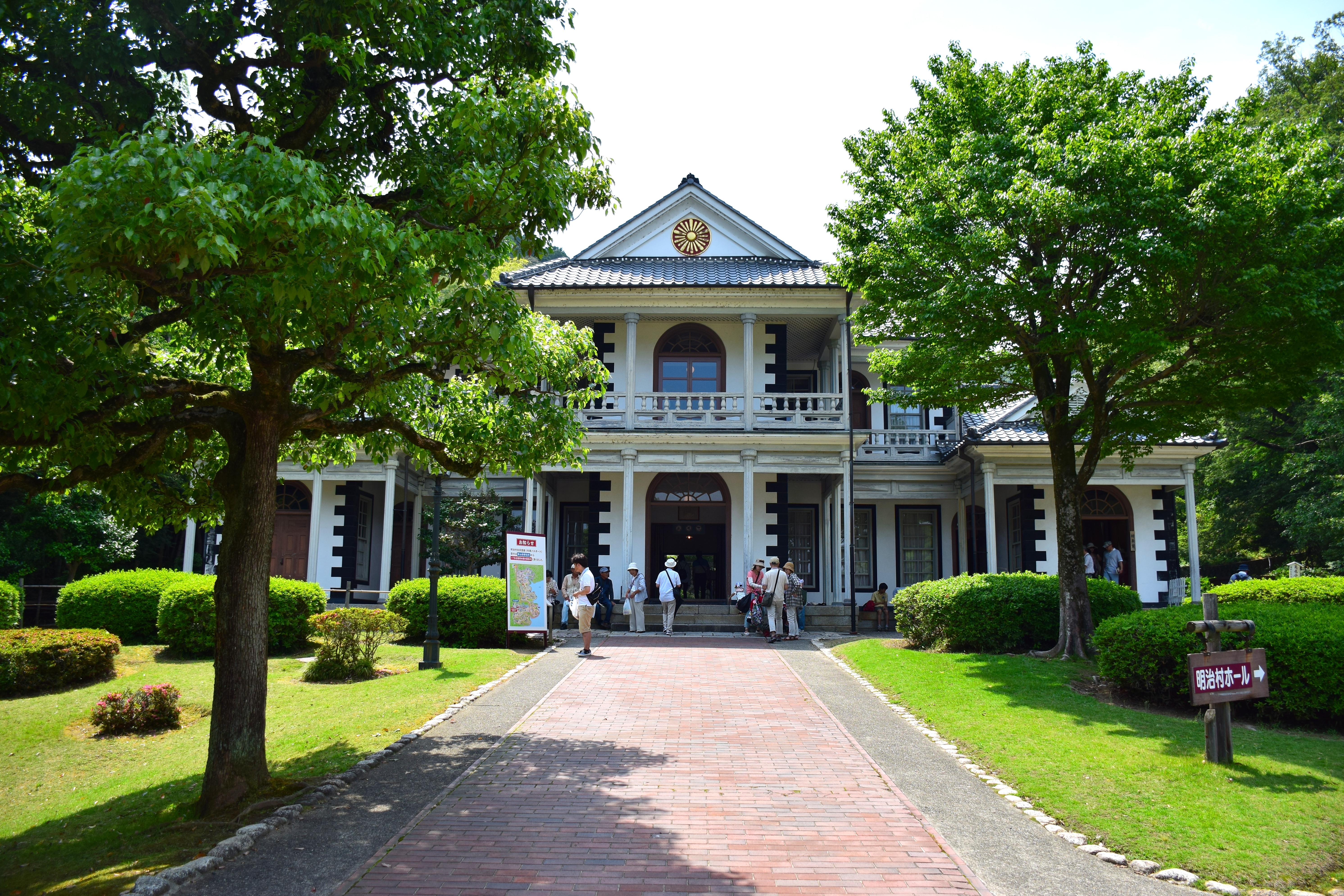
東山梨郡役所
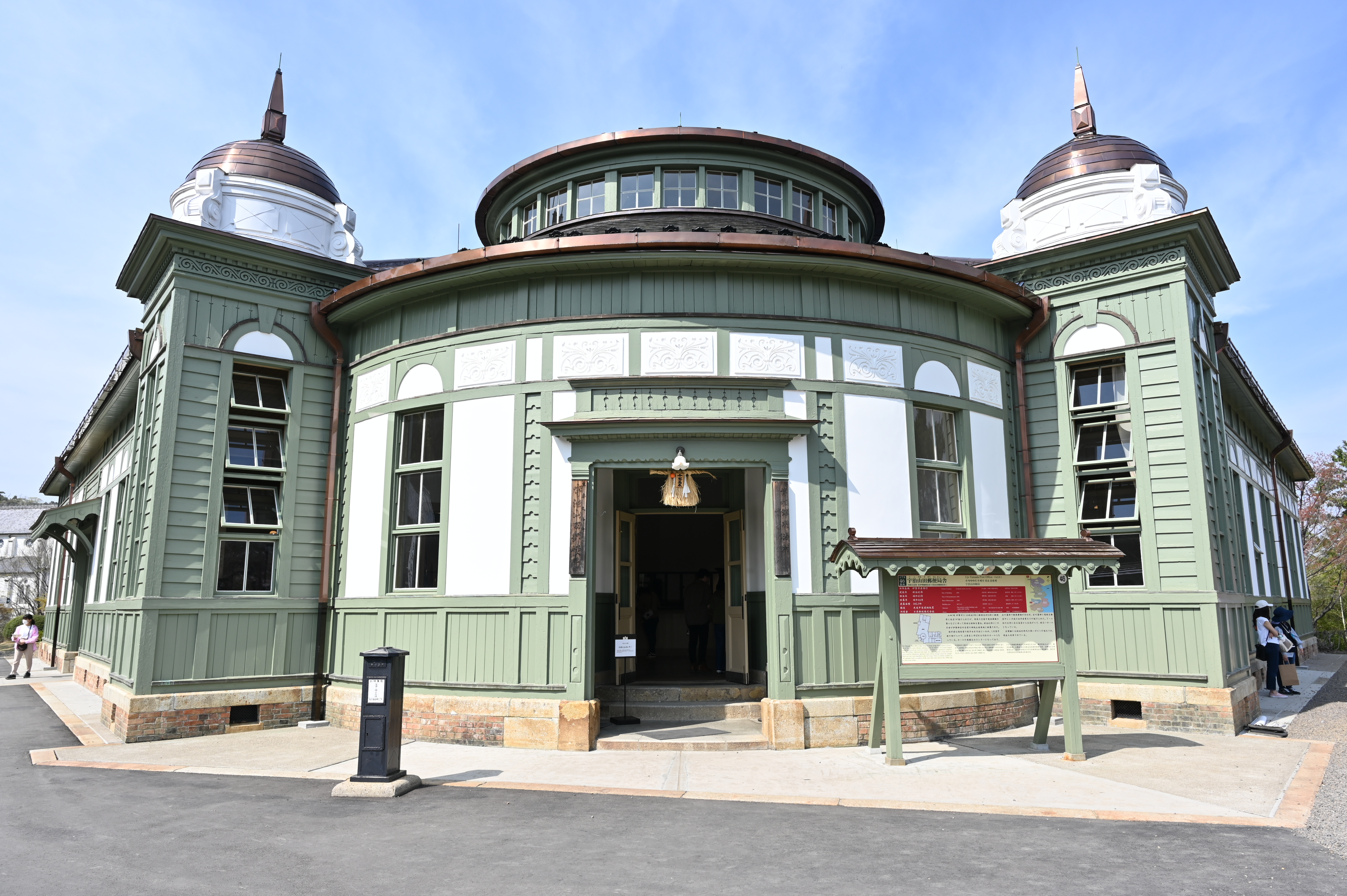
宇治山田郵便局
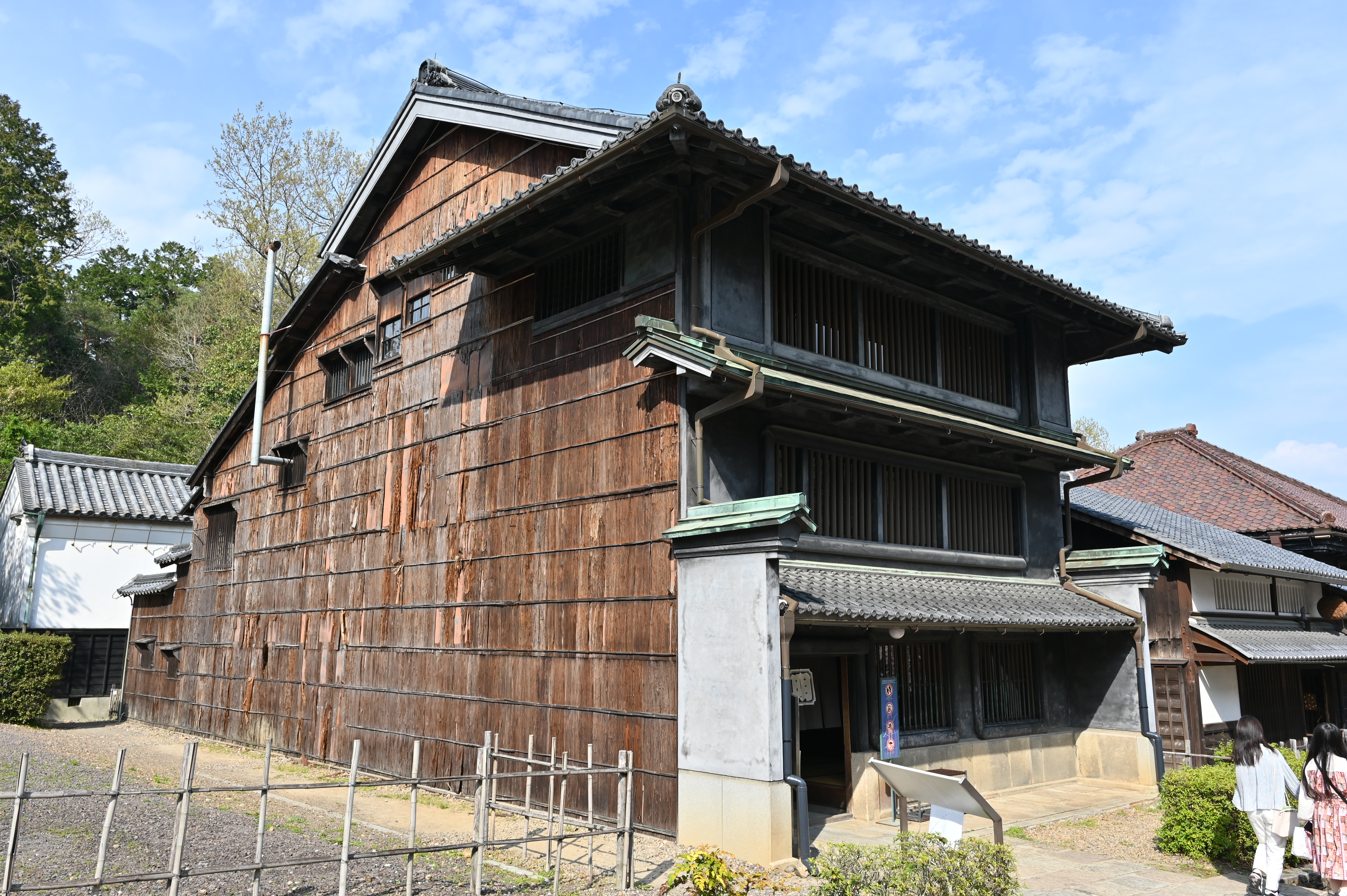
東松家住宅
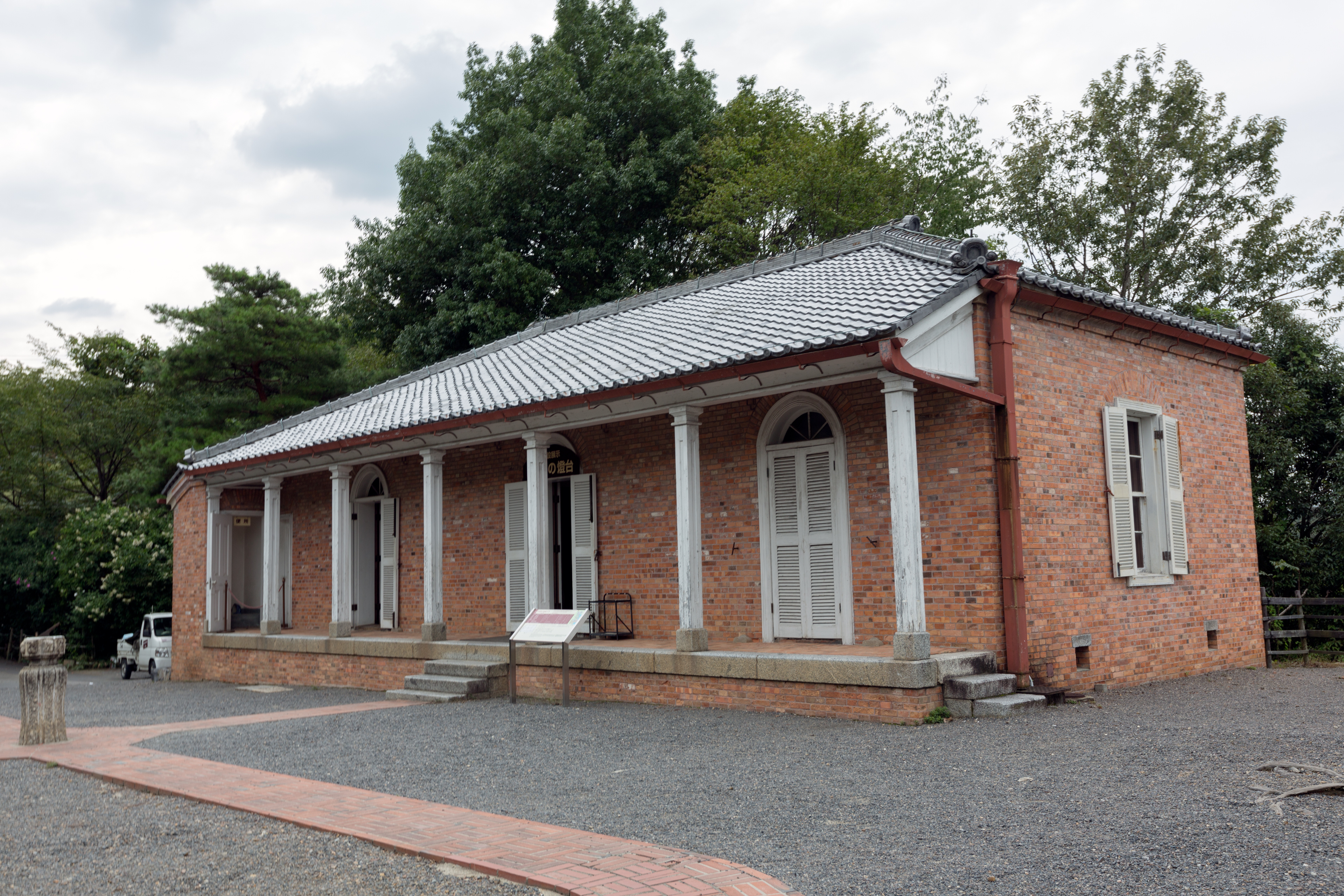
菅島燈台附属官舎
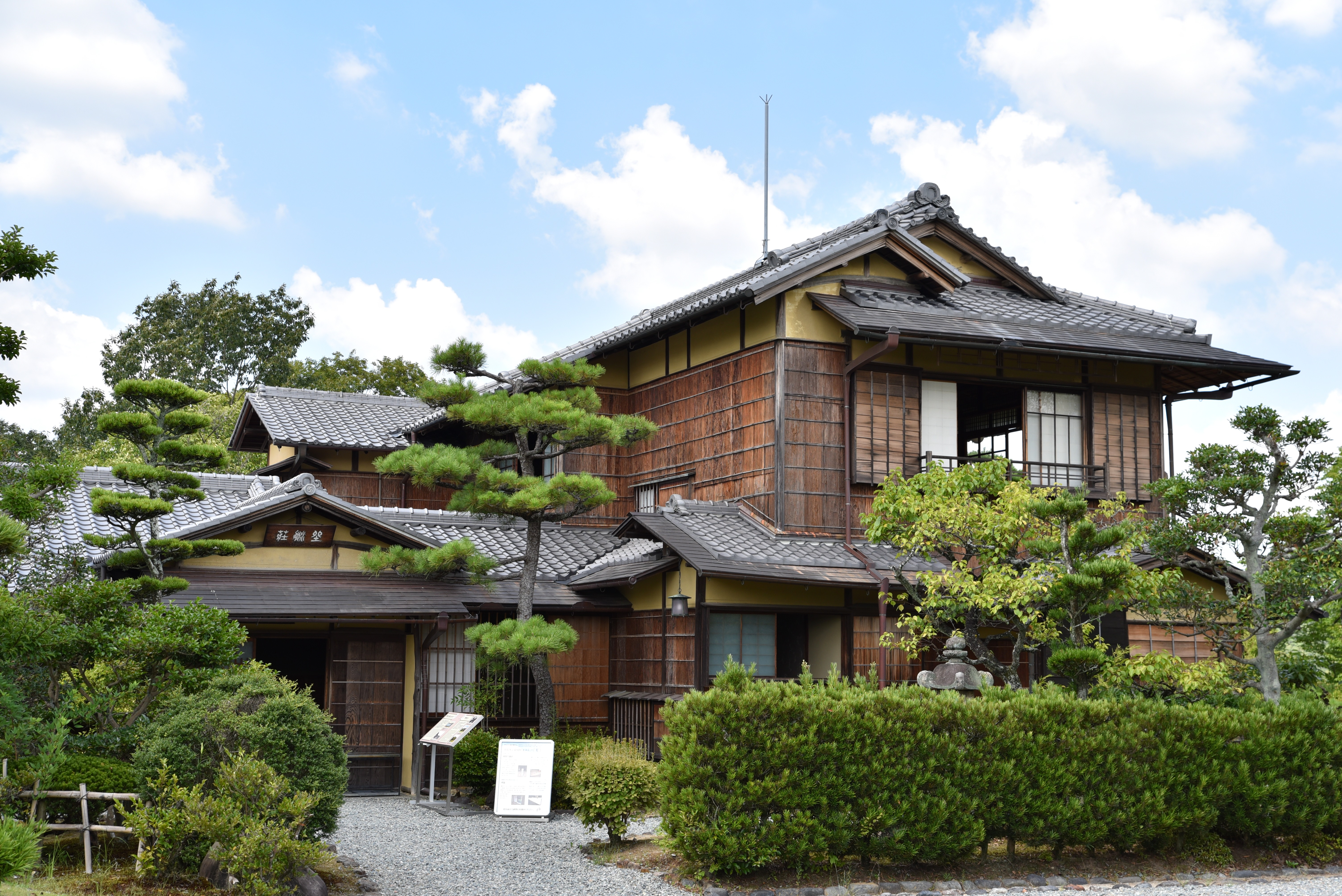
旧西園寺家興津別邸（坐漁荘）

### 重要文化財

#### 西郷従道邸
フランス人建築家レスカスによるものとされる、西郷従道の邸宅の接客用の洋館。明治10年代に建設。
木造二階建て銅板葺。1964年（昭和39年）に西郷山から移築。
内部で展示されている調度品の多くは鹿鳴館や迎賓館赤坂離宮で使用されたもの。二階のベランダは雨水を流すため若干の傾斜をつけるなどの細やかな工夫が随所に見られる。明治村移築前は国鉄スワローズの選手宿舎として使われ畳を敷いていたとされ、移築にあたっては名鉄が保存していた国鉄キハ6400形蒸気動車の所有権を国鉄に返却し等価交換してもらう形をとった。
「旧西郷従道住宅」として、1965年（昭和40年）5月29日に重要文化財に指定された。

#### 聖ヨハネ教会堂
宣教師でもあるアメリカ人建築家ガーディナーの建築。日本聖公会京都五条教会として1907年（明治40年）に建てられた。
木造煉瓦造二階建て銅板葺。1964年（昭和39年）に移築。細部はゴシック風である。
「旧日本聖公会京都聖約翰教会堂」として、1965年（昭和40年）5月29日に重要文化財に指定された。

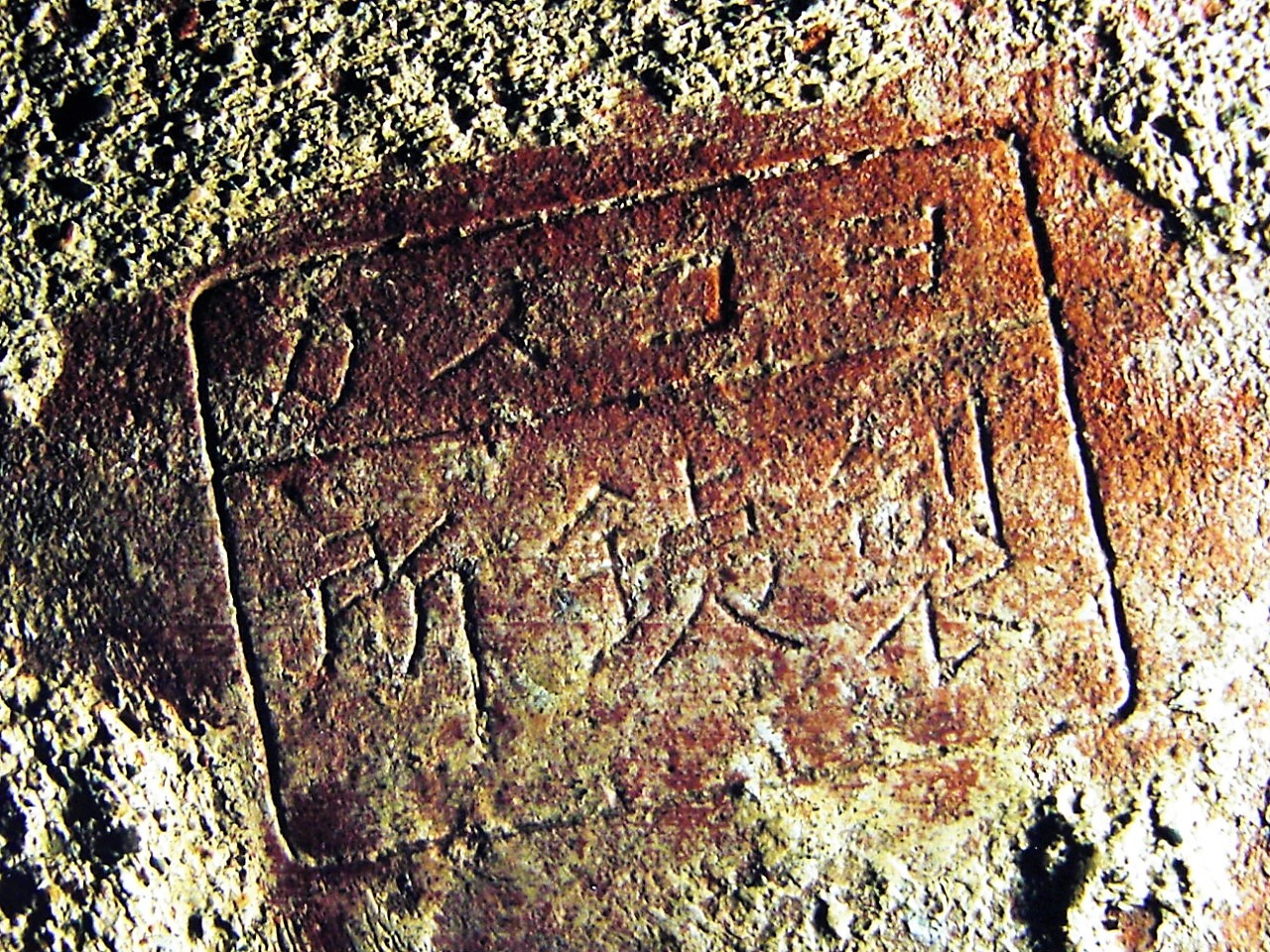
品川灯台の建造に使用された「ヨコスカ製鉄所煉瓦」の刻印部分.

#### 品川灯台
フランス人技師レオンス・ヴェルニーらの設計。明治3年点灯。避雷針先端までの高さは約9mである。現存する洋式灯台では日本最古である。1964年（昭和39年）移築。
「旧品川燈台」として、1968年（昭和43年）4月25日に重要文化財に指定された。

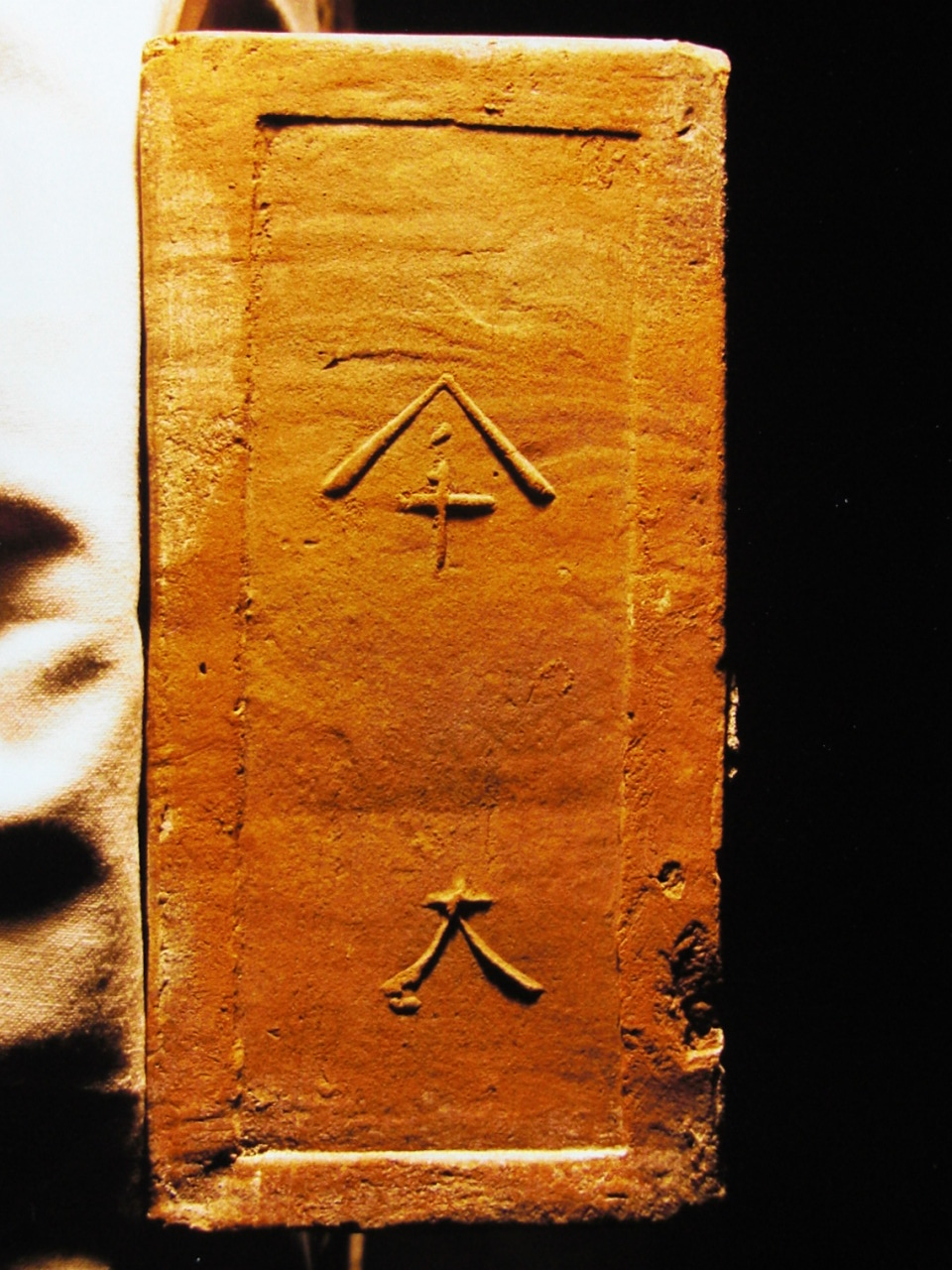
ブラントンの指導の下、竹内仙太郎が製造した菅島灯台建造用煉瓦。

#### 菅島燈台附属官舎
イギリス人技師リチャード・ヘンリー・ブラントンらの設計。明治6年建設。灯台守の宿舎として使われた。煉瓦造平屋建て。三重県鳥羽市の菅島より1964年（昭和39年）移築。
「旧菅島燈台付属官舎」として主屋と倉庫がそれぞれ、1968年（昭和43年）4月25日に重要文化財に指定された。

#### 札幌電話交換局
防火の観点から札幌軟石を用いた石造で建てられた。一階はアーチ窓、二階は楣窓を採用している。二階窓下には花紋が連続している。1898年（明治31年）建設。1965年（昭和40年）移築。
「旧札幌電話交換局舎」として、1968年（昭和43年）4月25日に重要文化財に指定された。

#### 呉服座（くれはざ）
1892年（明治25年）に大阪府池田市に建設された。木造二階建杉皮葺き。歌舞伎や芝居の他、演説会場としても使われ、尾崎行雄、幸徳秋水も演説を行っている。
「旧呉服座」として、1984年（昭和59年）12月28日に重要文化財に指定された。
1993年6月1日から6月6日まで、地元テレビ局のテレビ愛知の開局10周年記念事業として坂東玉三郎主演の特別公演を行ったことがある。テレビ愛知が坂東に出演依頼を行った際、『呉服座の舞台でなら踊ってもよい』という一言から、明治村を運営する名鉄の協力もあり行われ、合計3,371人が訪れた。

#### 三重県庁舎
1879年（明治12年）の建築。設計は清水義八。
「旧三重県庁舎」として、1968年（昭和43年）4月25日に重要文化財に指定された。

#### 東山梨郡役所
東山梨郡役所として1885年（明治18年）に日下部村小原西（現山梨市）に建設された。山梨県初代官選知事藤村紫朗の推進した「藤村式建築」と呼ばれる擬洋風建築のひとつ。
木造二階建、桟瓦。壁は漆喰。大工棟梁は赤羽芳造、工事請負人・左官は数多くの藤村式建築を手がけた土屋庄蔵。正面にベランダを配し、両袖に入母屋の平屋が附属した左右対称形は当時の官庁建築としては典型的である。玄関天井には土屋庄蔵の手がけた漆喰絵が残されている。
東山梨郡役所は1879年（明治12年）1月に根津兵衛宅であった東山梨郡平等村（山梨市）の平徳寺に開庁する。明治18年に長鯉淵忠富をはじめとする有志により寄付が募られ、同年7月7日に起工され、同年8月28日に上棟、同年10月10日に完成した。建設費は5600円余り。
1923年（大正12年）3月の郡制廃止まで郡役所として利用され、1927年（昭和2年）3月から1962年（昭和37年）まで日下部警察署庁舎となった。その後は山梨市の鶴田栄一が所有し、1964年（昭和39年）9月に明治村に寄贈され、同年10月3日から1965年（昭和40年）7月15日にかけて移築が行われた。
1906年（明治39年）5月30日には作家の森鷗外が訪れている。鴎外は当時軍医監として地方視察を行っており、『自紀材料』にその様子が記されている。

#### 宇治山田郵便局
1909年（明治42年）建設。木造平屋建銅板葺。設計は当時の逓信省の技師白石円治である。三重県伊勢市（旧宇治山田市）の伊勢神宮外宮前に所在した郵便局舎で、外観はハーフティンバーを基調としている。明治時代の木造郵便局舎としては現存する唯一のものである。現役の郵便局「博物館明治村簡易郵便局」として実際に機能している。
「旧伊勢郵便局舎（宇治山田郵便局舎）」として、1999年5月13日に重要文化財に指定された。

#### 東松（とうまつ）家住宅
1901年（明治34年）の建築。愛知県名古屋市中村区船入町から移築された。木造建築では珍しい三階建て。
「旧東松家住宅」として、1974年2月5日に重要文化財に指定された。

#### 旧西園寺家興津別邸（坐漁荘）
1919年（大正8年）の建築。
「旧西園寺家興津別邸（坐漁荘）3棟」として2017年2月23日に重要文化財に指定された。1971年移設。

### 登録有形文化財

#### 帝国ホテル中央玄関
フランク・ロイド・ライトの代表的作品（関東大震災と同年の1923年竣工）として知られ、同ホテルの建て替え構想が発表されると、日・米両国で保存を求める声が高まっていた。記者会見でコメントを求められた佐藤栄作首相により、明治村に再建する案が提示された。1967年にホテルは取り壊され、1976年から十数年の歳月をかけて移築工事が行われ、1985年に再建された。玄関部分だけとはいえ、明治村最大の建物である。
「明治村帝国ホテル中央玄関」として、2004年2月17日に登録有形文化財登録（東京都千代田区内幸町1丁目にあったホテルの再現）。

### その他

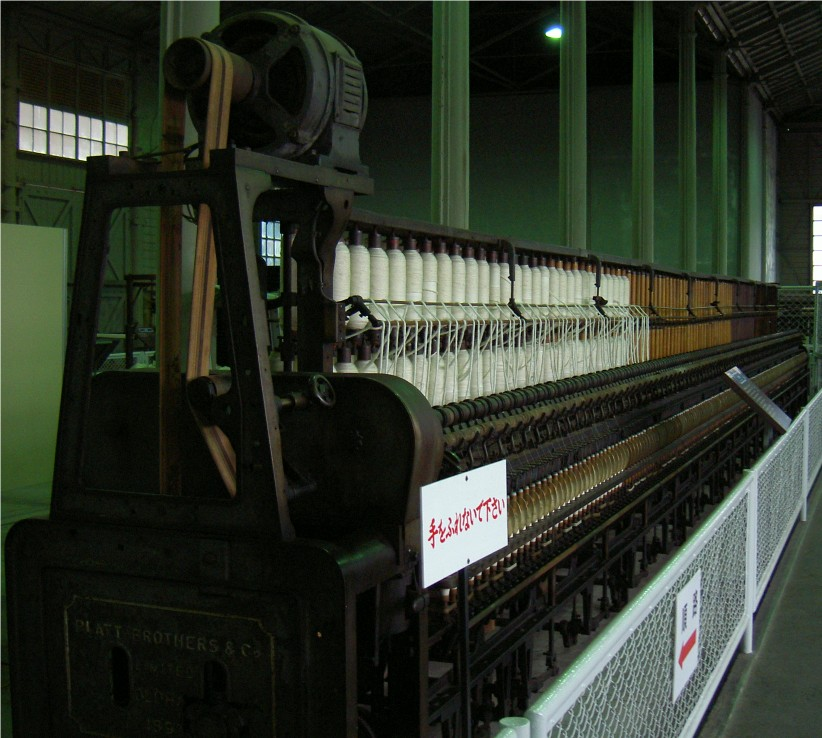
リング精紡機

#### リング精紡機
三重紡績所（東洋紡の前身の1つ）の四日市工場で使用されていたもので、1893年にイギリスのプラット社から購入したもの。日本の近代産業史上貴重な資料として、1999年に国の重要文化財に指定されている。日本機械学会「日本の工作機械100選」認定。

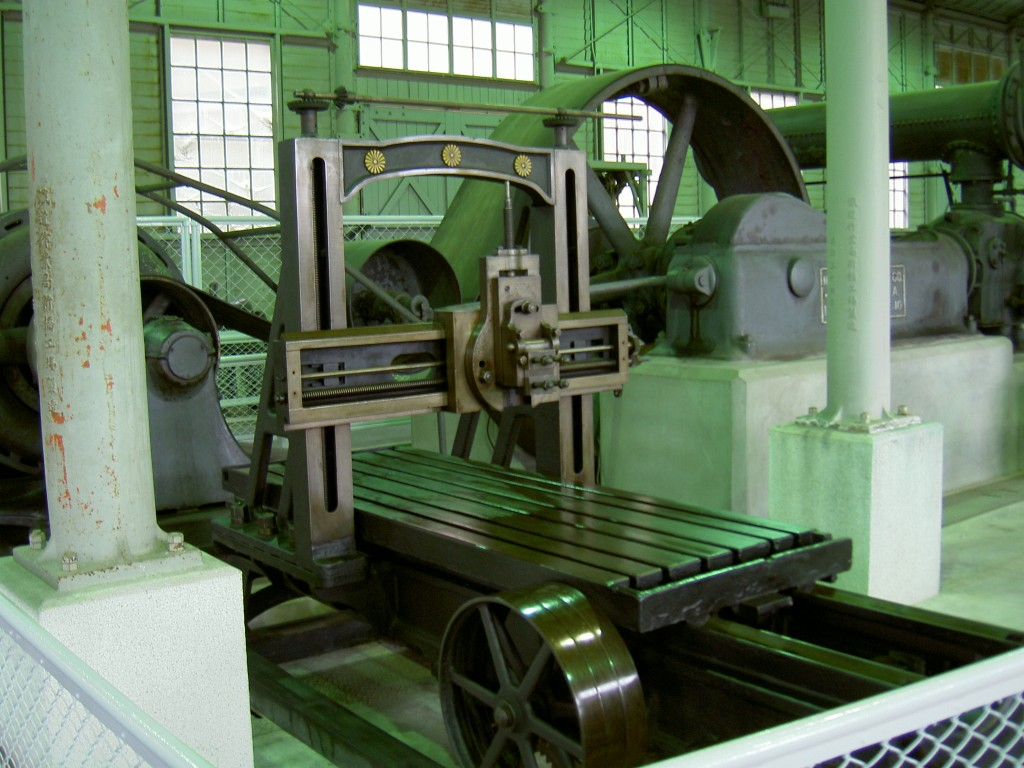
菊花御紋章付平削盤

#### 菊花御紋章付平削盤
日本機械学会「日本の工作機械100選」認定。明治12年（1879年）製造。工部省赤羽工作分局で岩手県の船舶修理工場向けに造られた。同分局で製作された機械の中で現存する唯一のものである。この平削盤は岩手県立盛岡工業高等学校の所蔵で、同校から博物館明治村に寄託されている。2001年、国の重要文化財に指定され、2014年、機械遺産No.67に認定された。

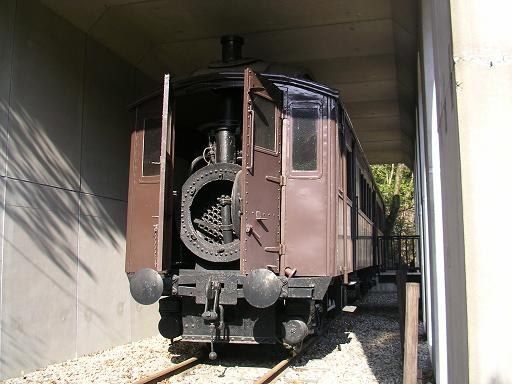
工藤式蒸気動車

#### 蒸気動車（移設済）
1912年汽車製造製、鉄道院ジハ6006を経て日本国有鉄道キハ6401。客車に蒸気機関を取り込んだもので、1両に機関・客室・乗務員室があり単行で使用できる。前面の扉を開いた状態で展示されていたが、運用時は閉めていた。鉄道記念物に指定されており、前述の経緯から国鉄（JR東海）より貸与されている形になっていた。
なお、2011年に開館したリニア・鉄道館への移設のため、2009年11月を以て一般公開は終了され、同年12月7日に修復のため運び出された。

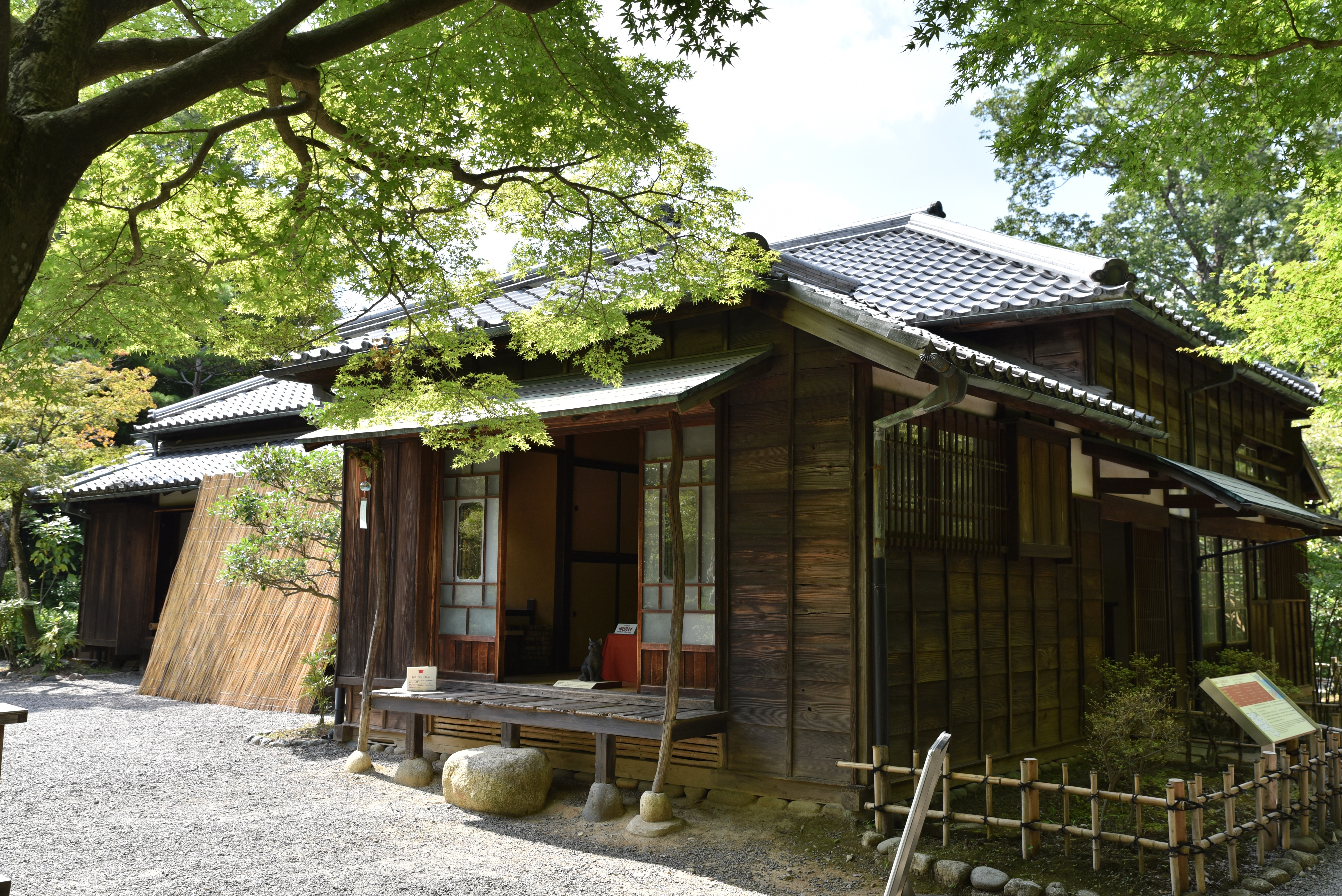
森鴎外・夏目漱石住宅
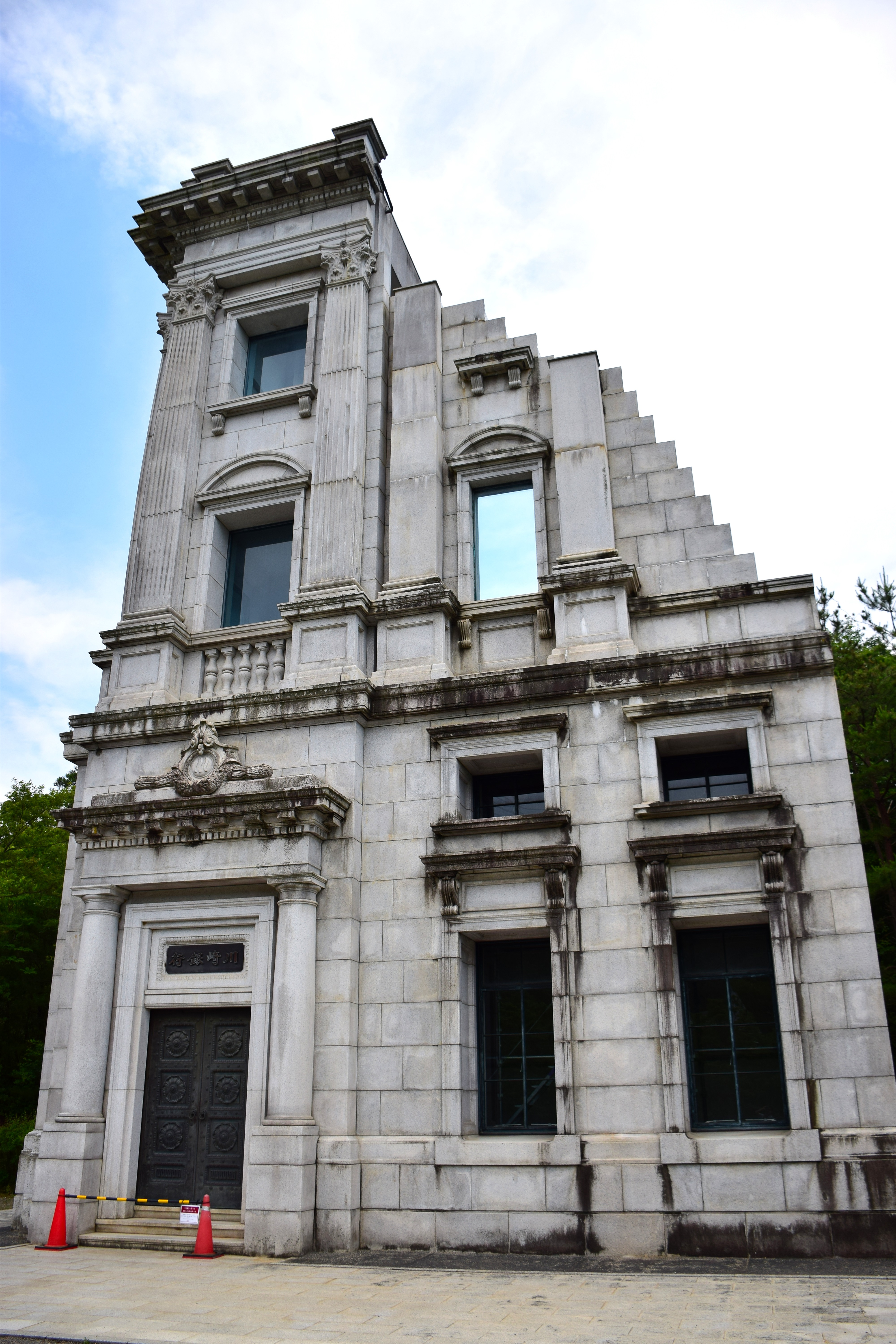
川崎銀行本店
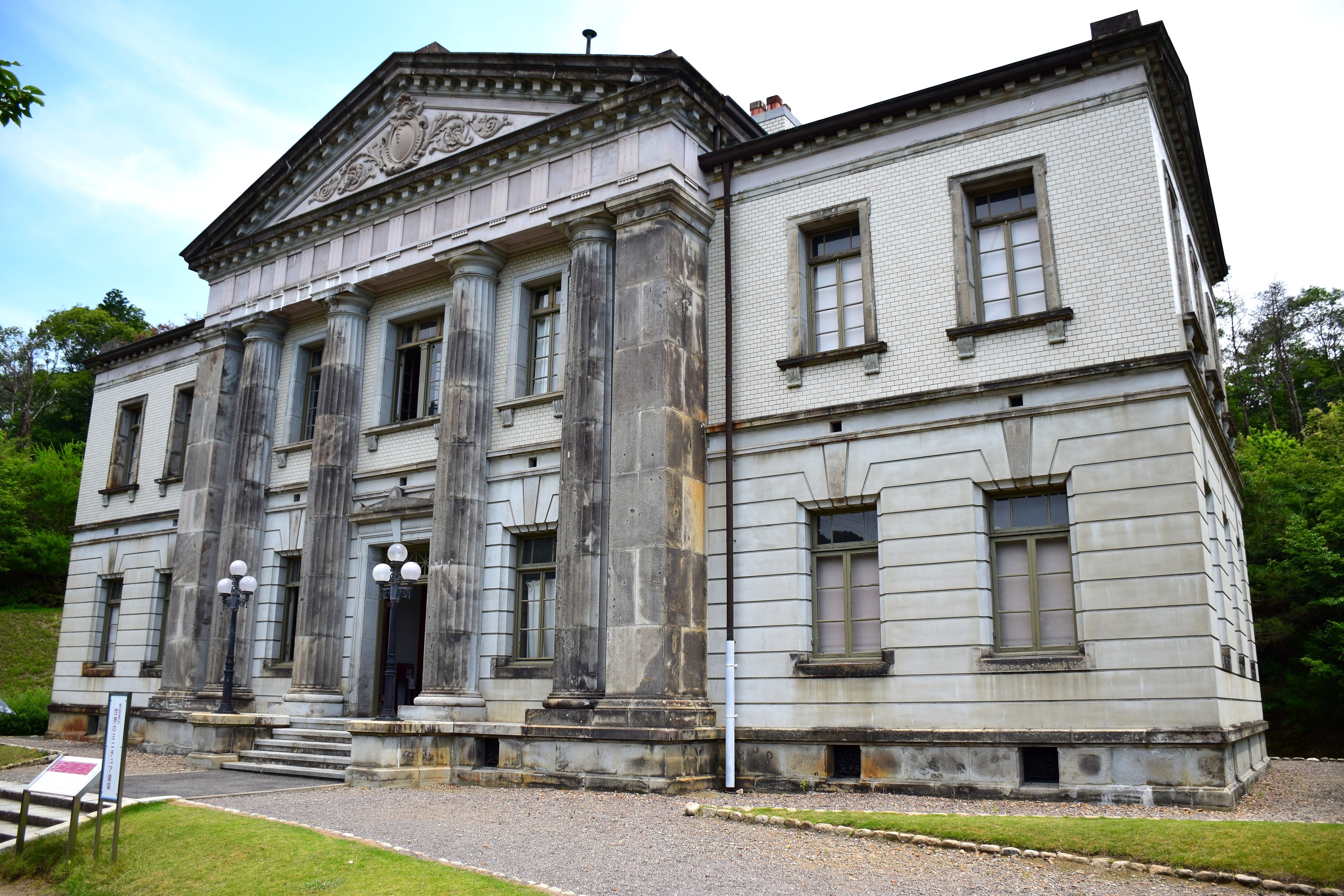
内閣文庫
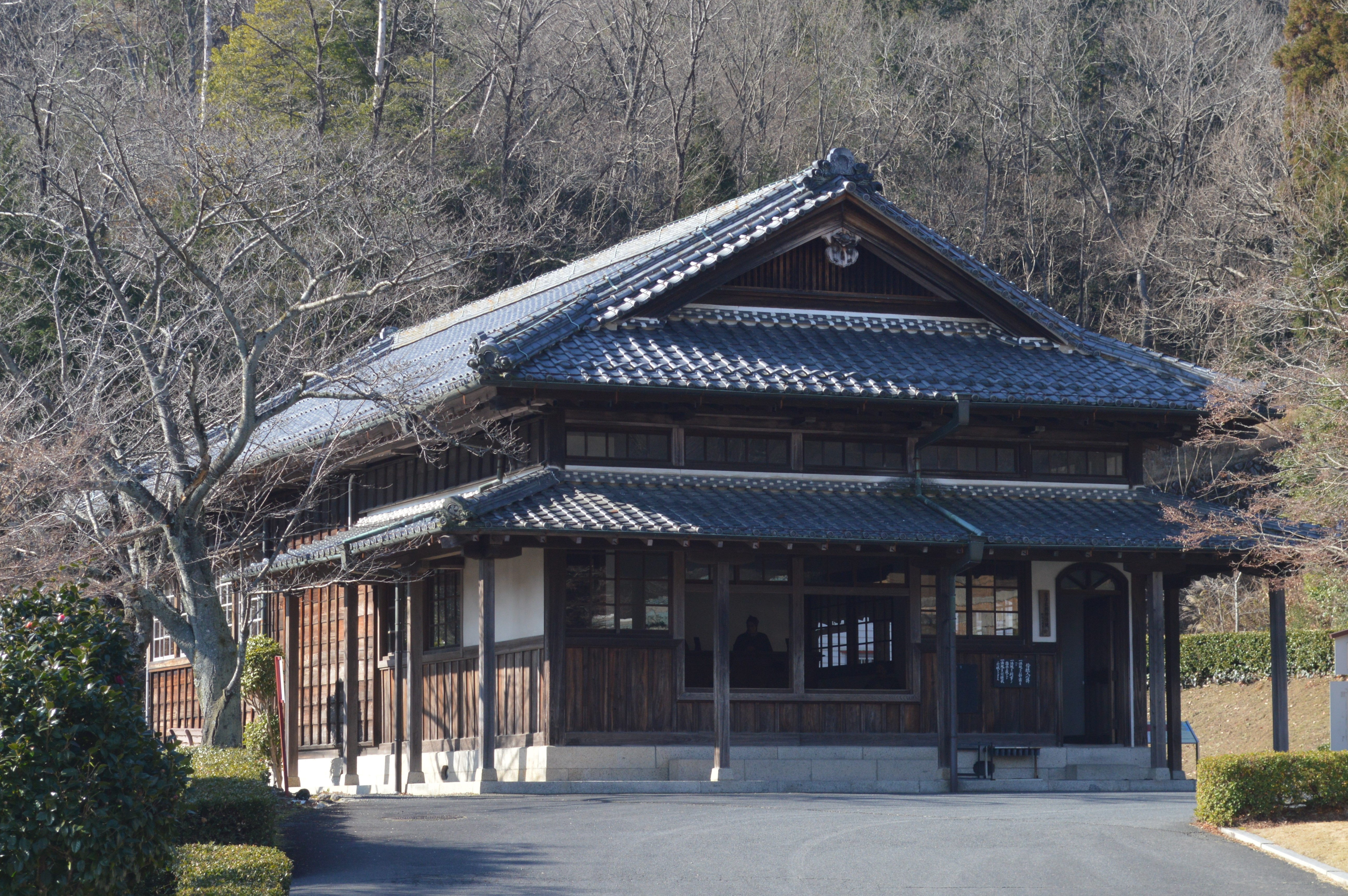
宮津裁判所法廷
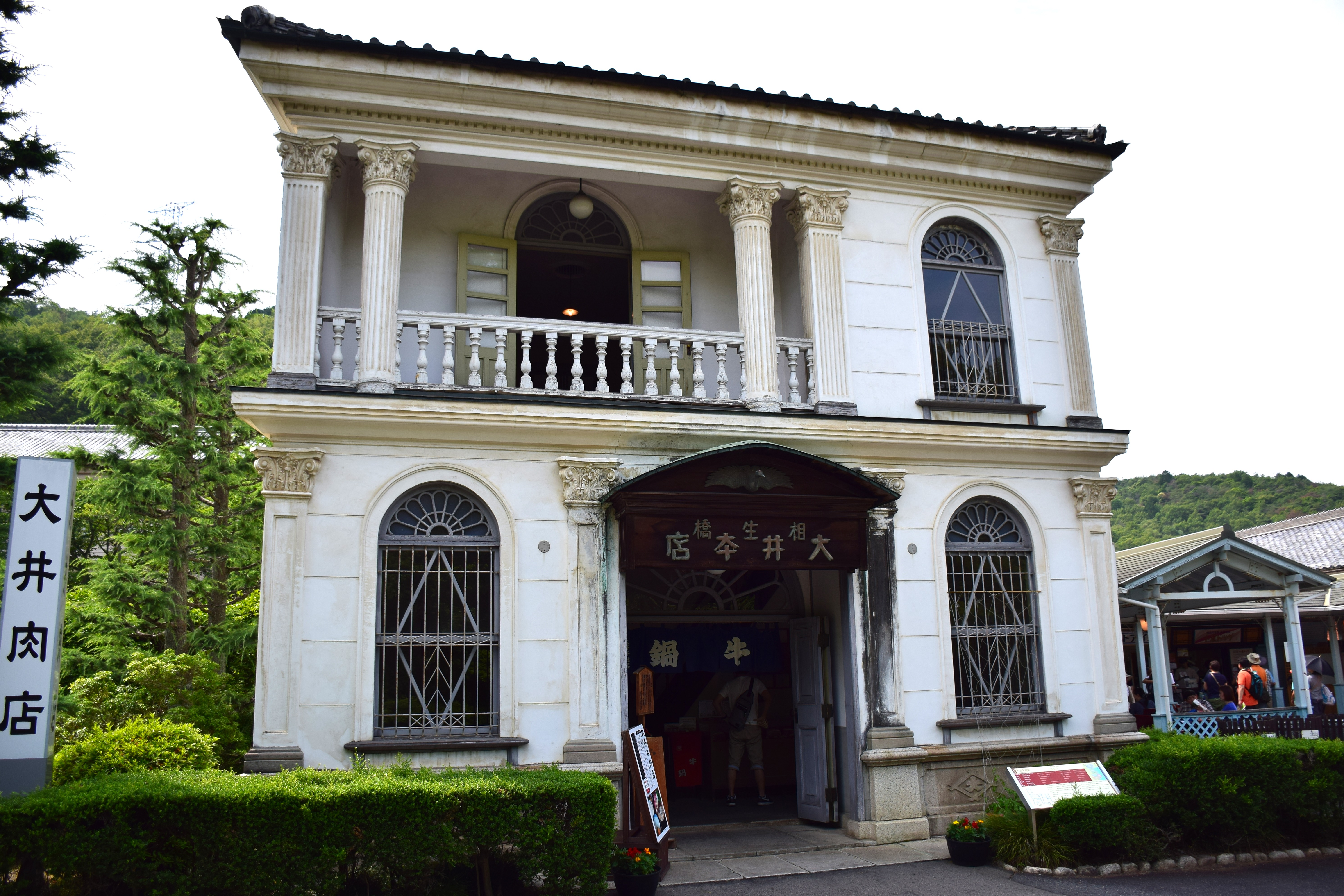
大井牛肉店
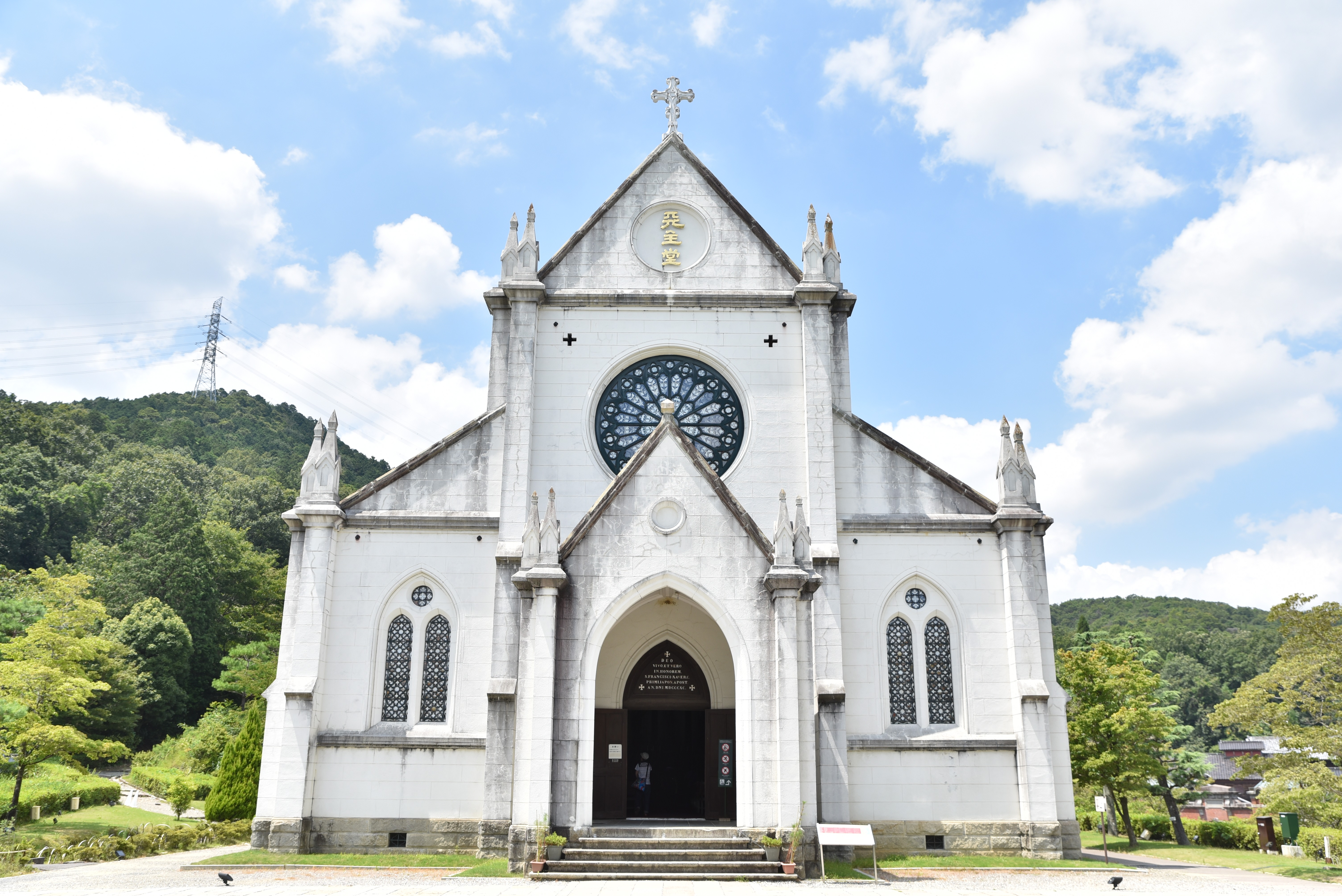
聖ザビエル天主堂
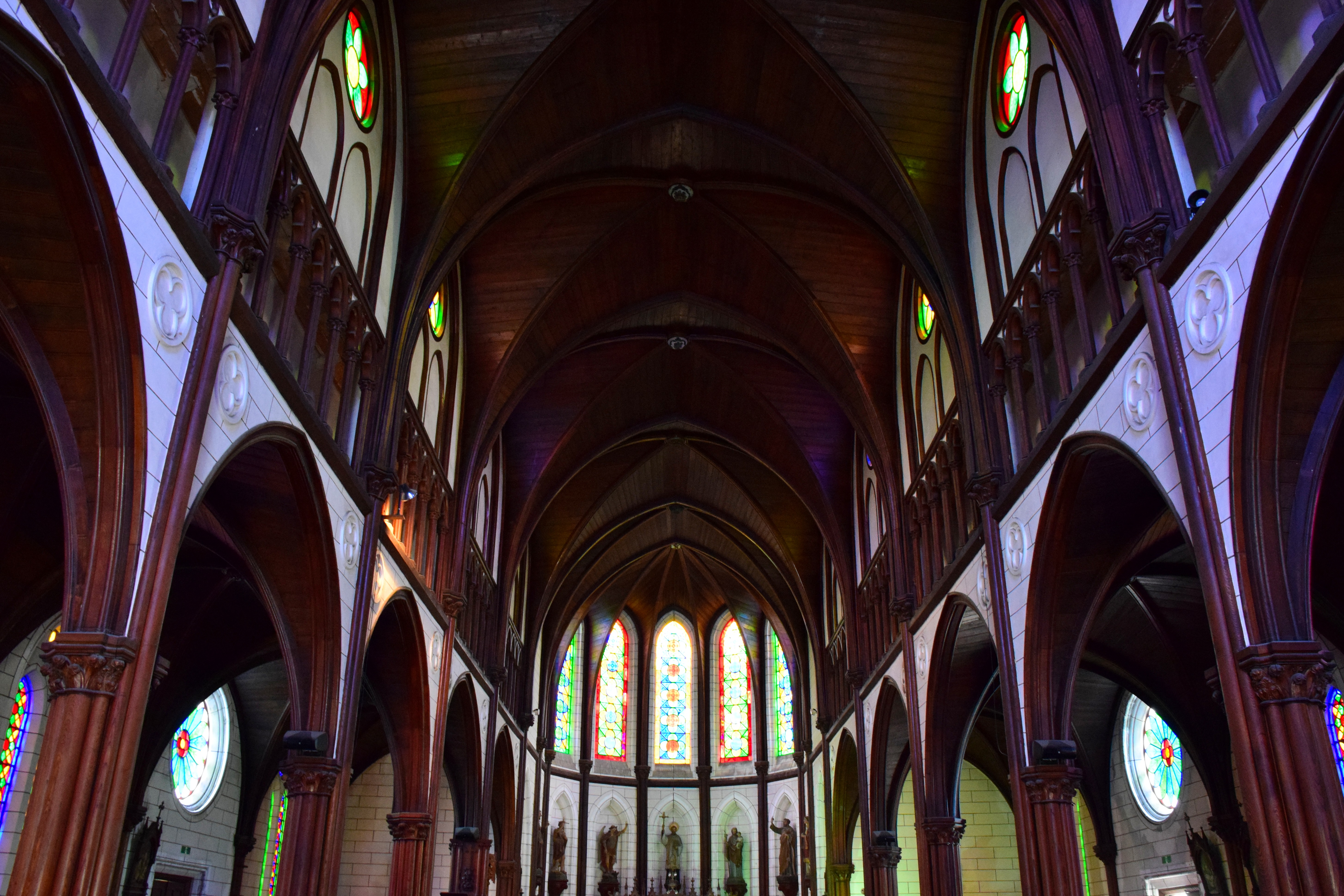
聖ザビエル天主堂
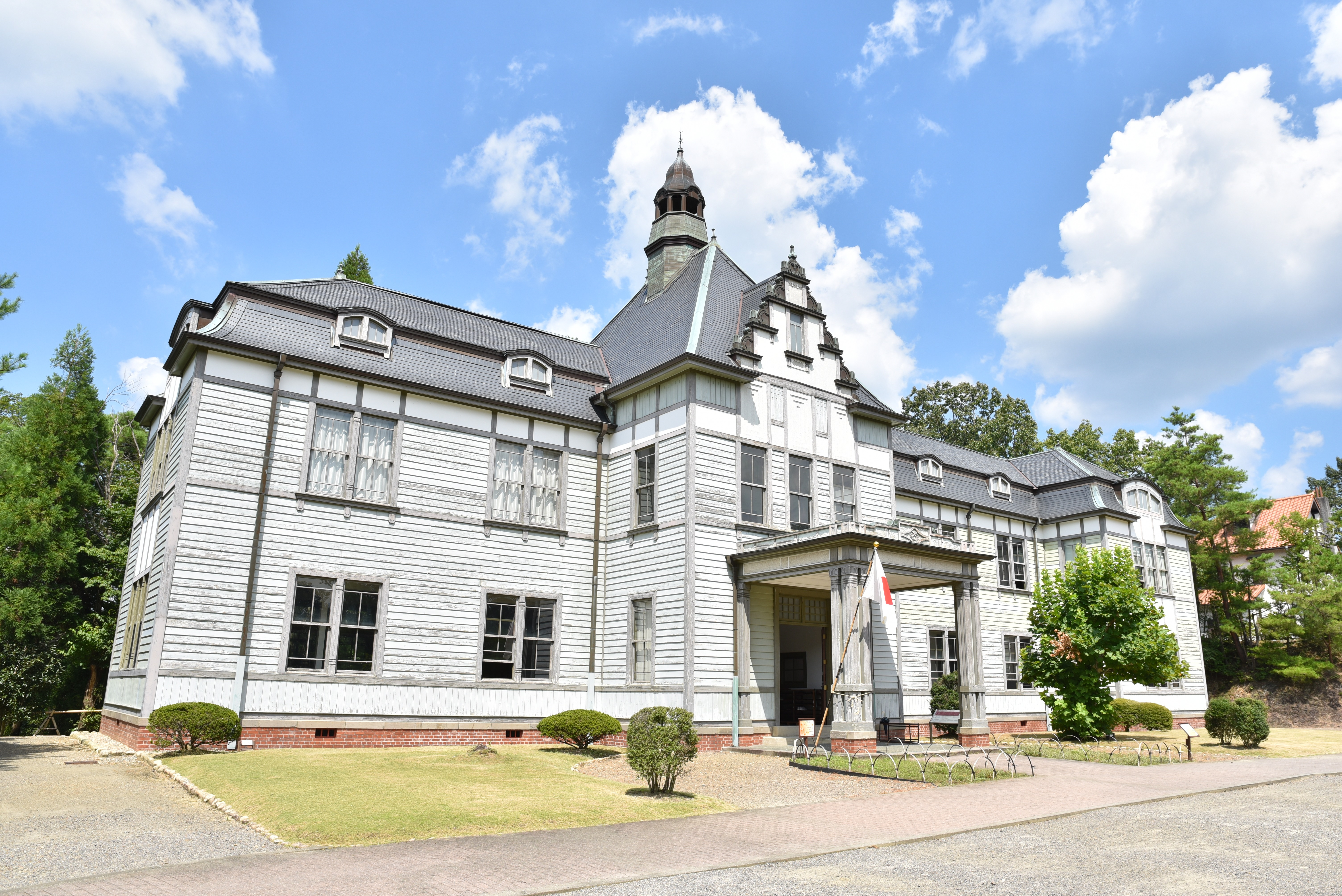
北里研究所本館
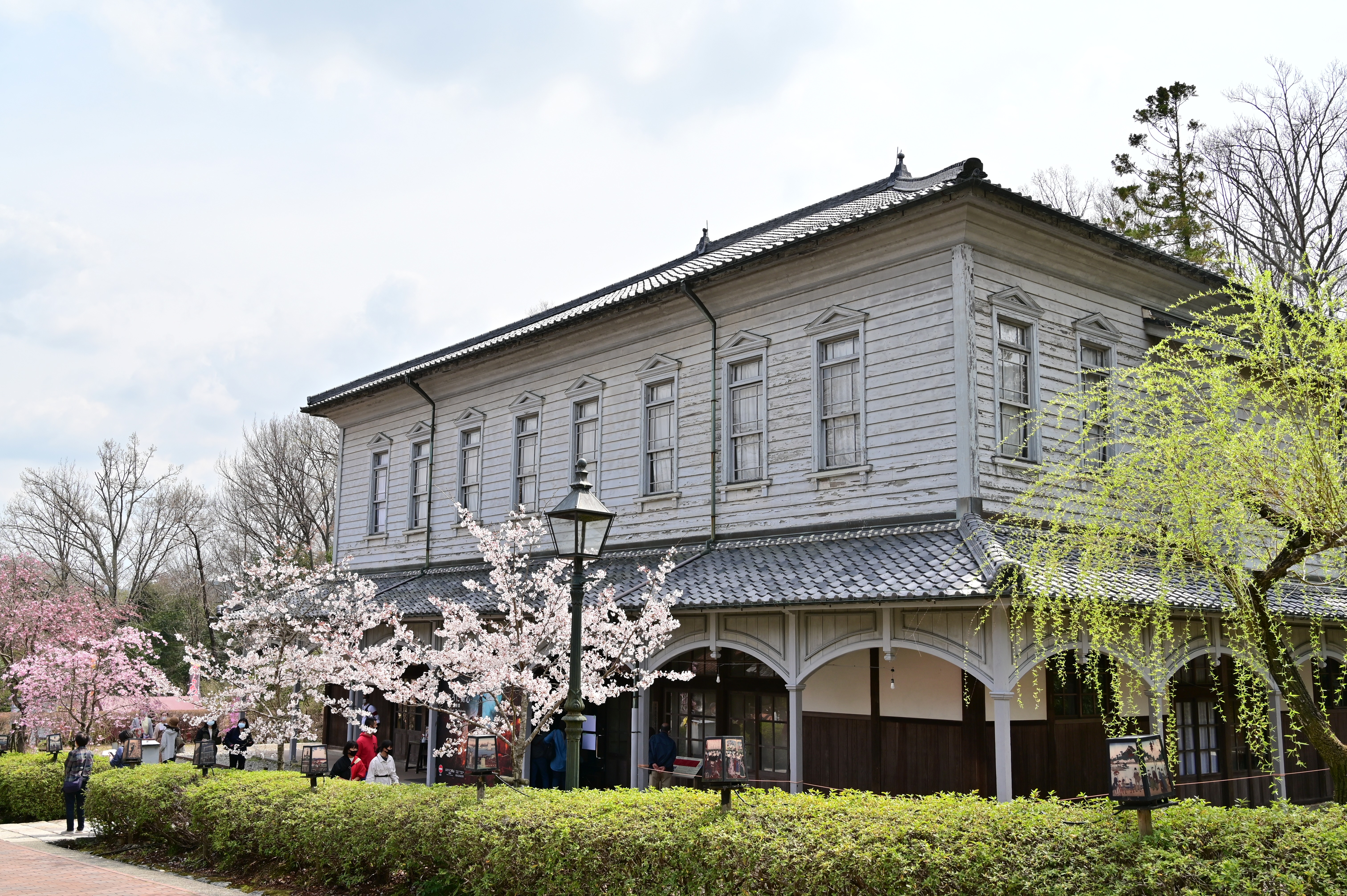
千早赤阪小学校講堂
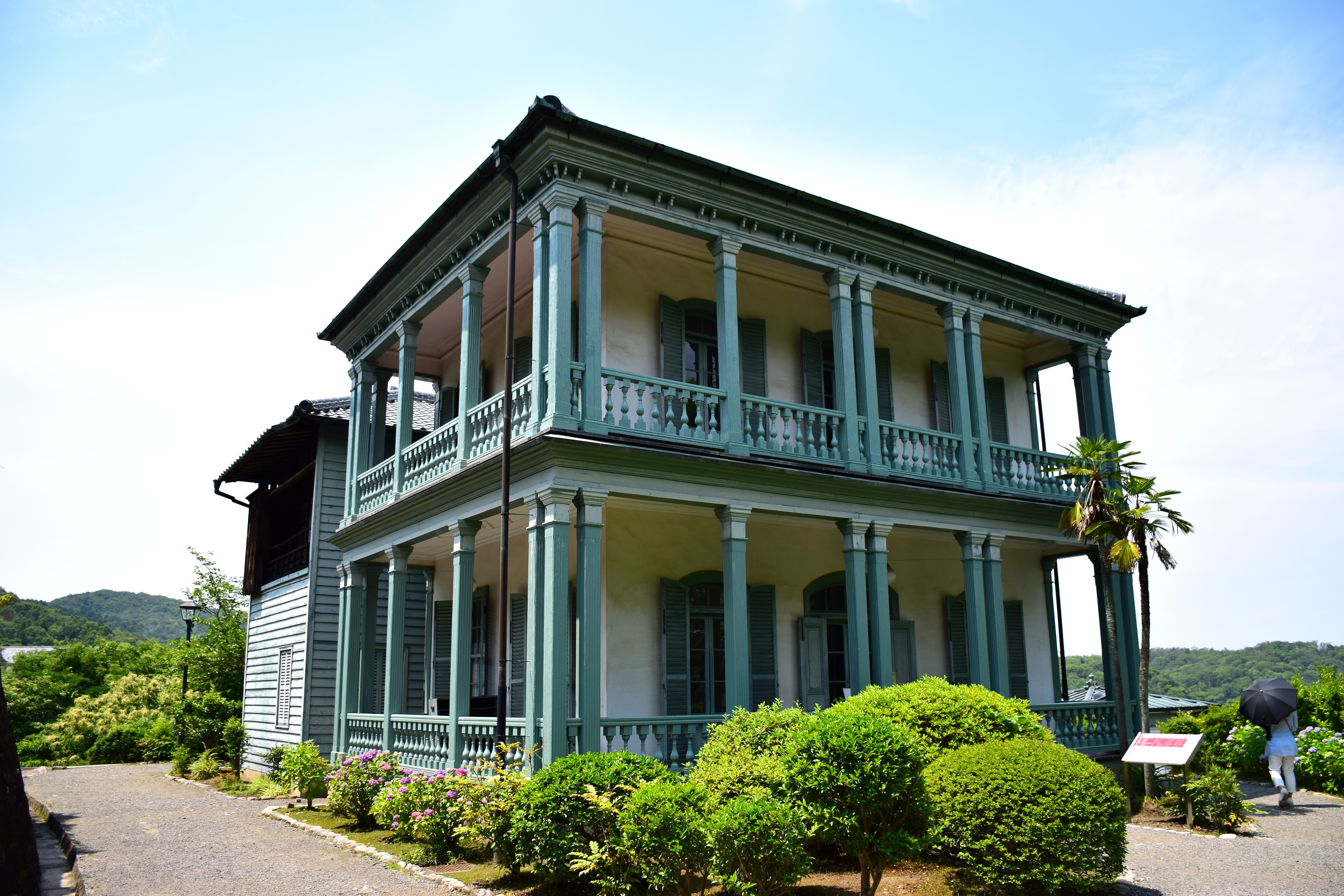
神戸山手西洋人住居
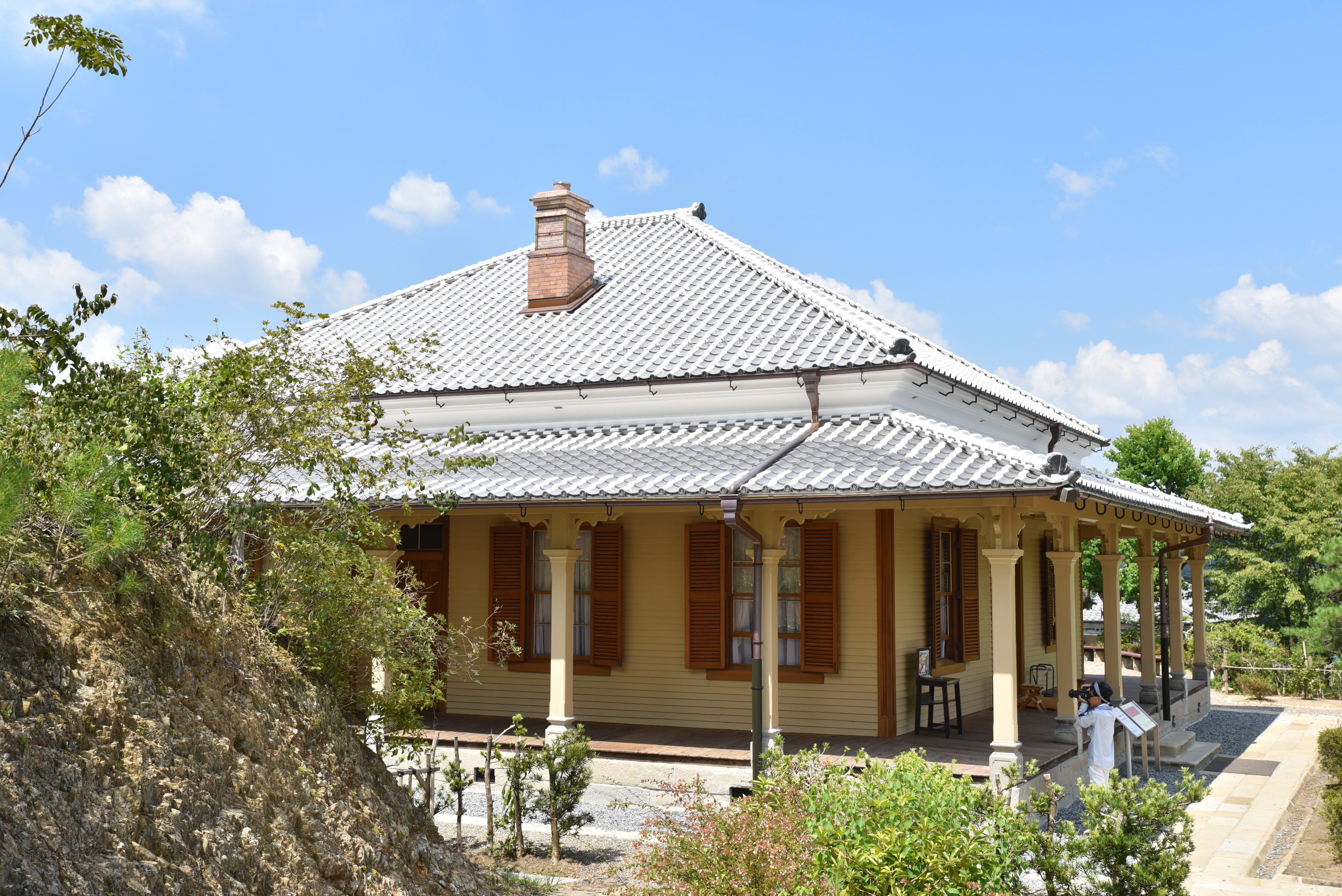
長崎居留地二十五番館
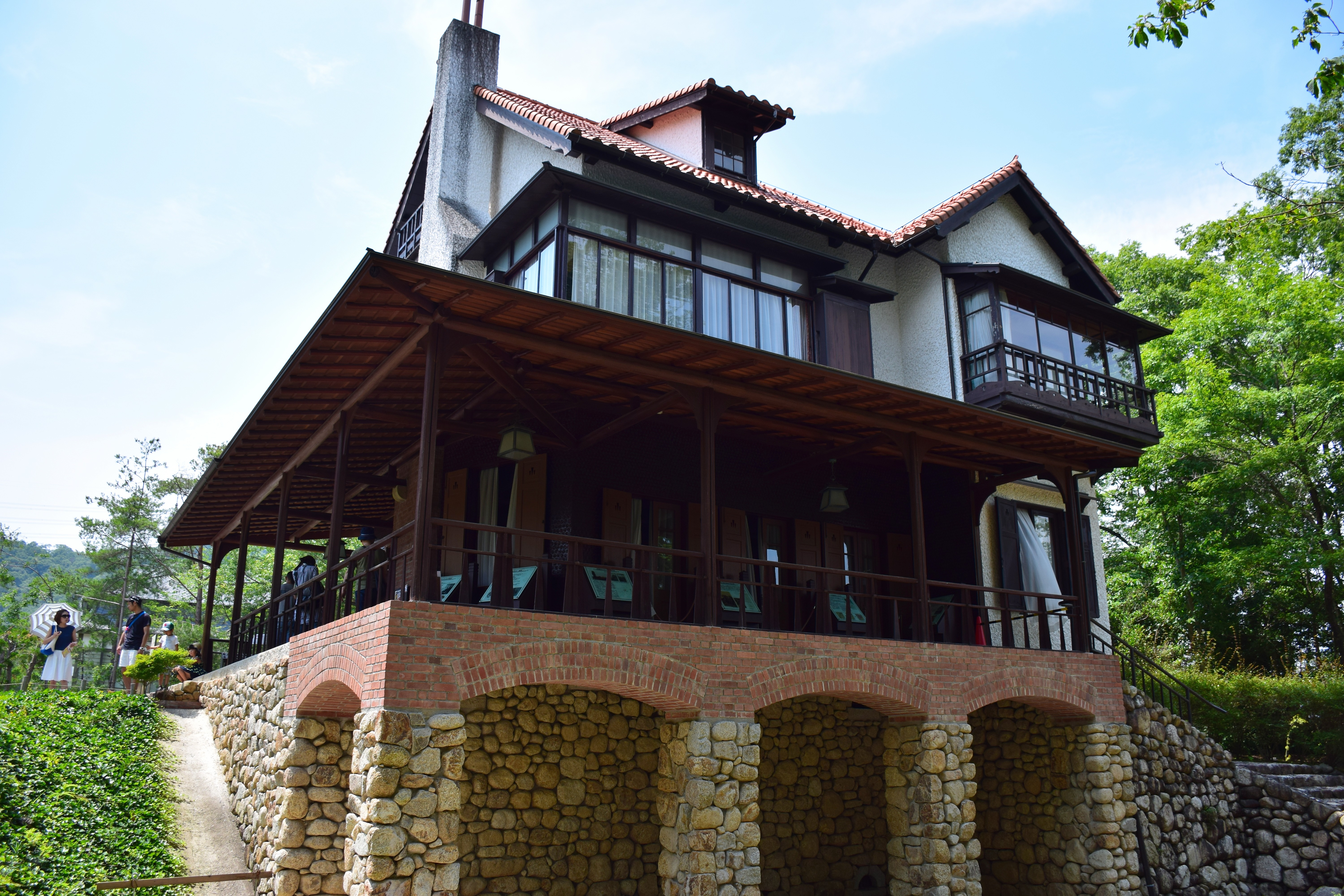
芝川又右衛門邸

## 指定・登録文化財一覧

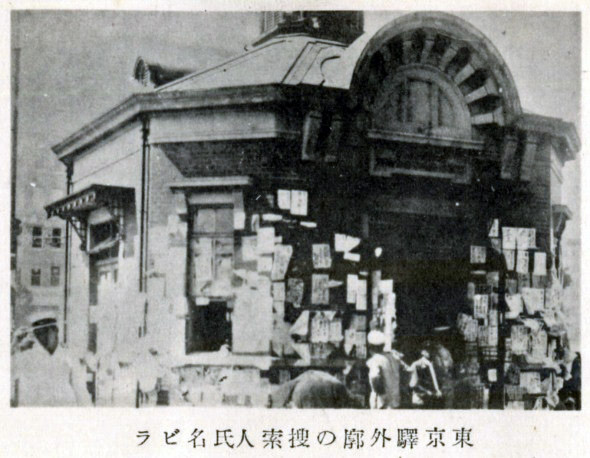
関東大震災直後、尋ね人のビラが貼られた東京駅警備巡査派出所

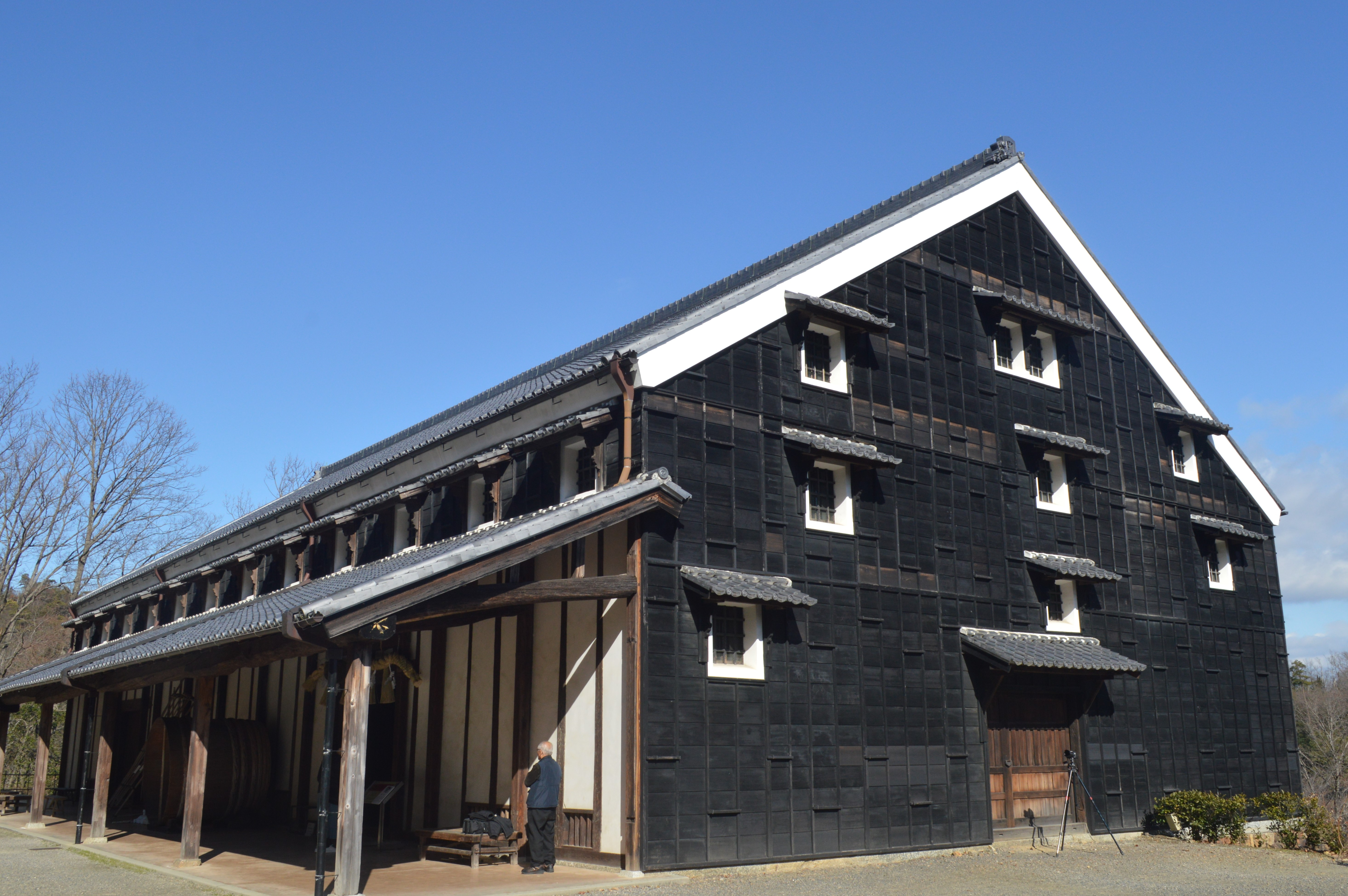
菊の世酒蔵

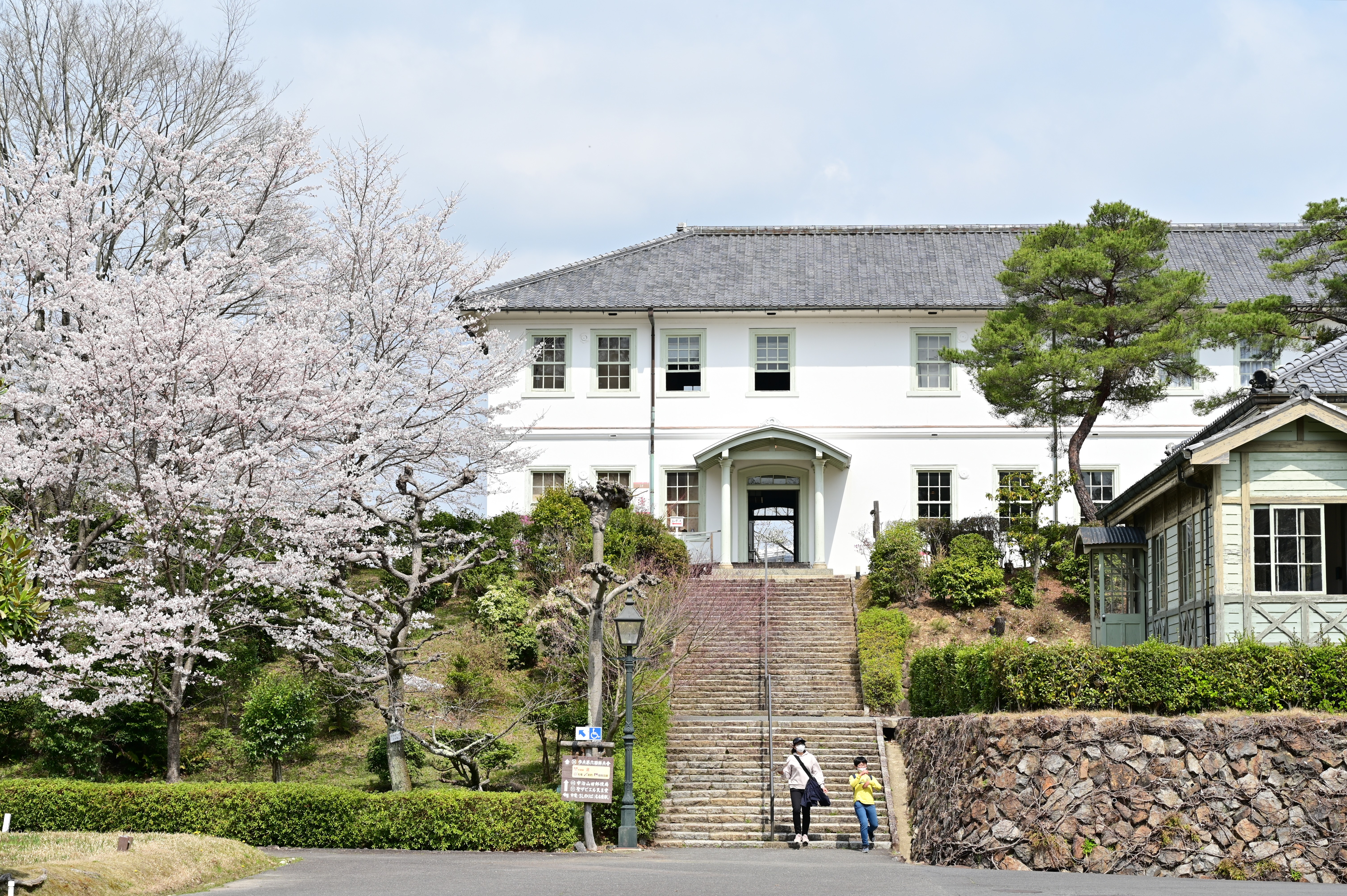
歩兵第六聯隊兵舎（中央）

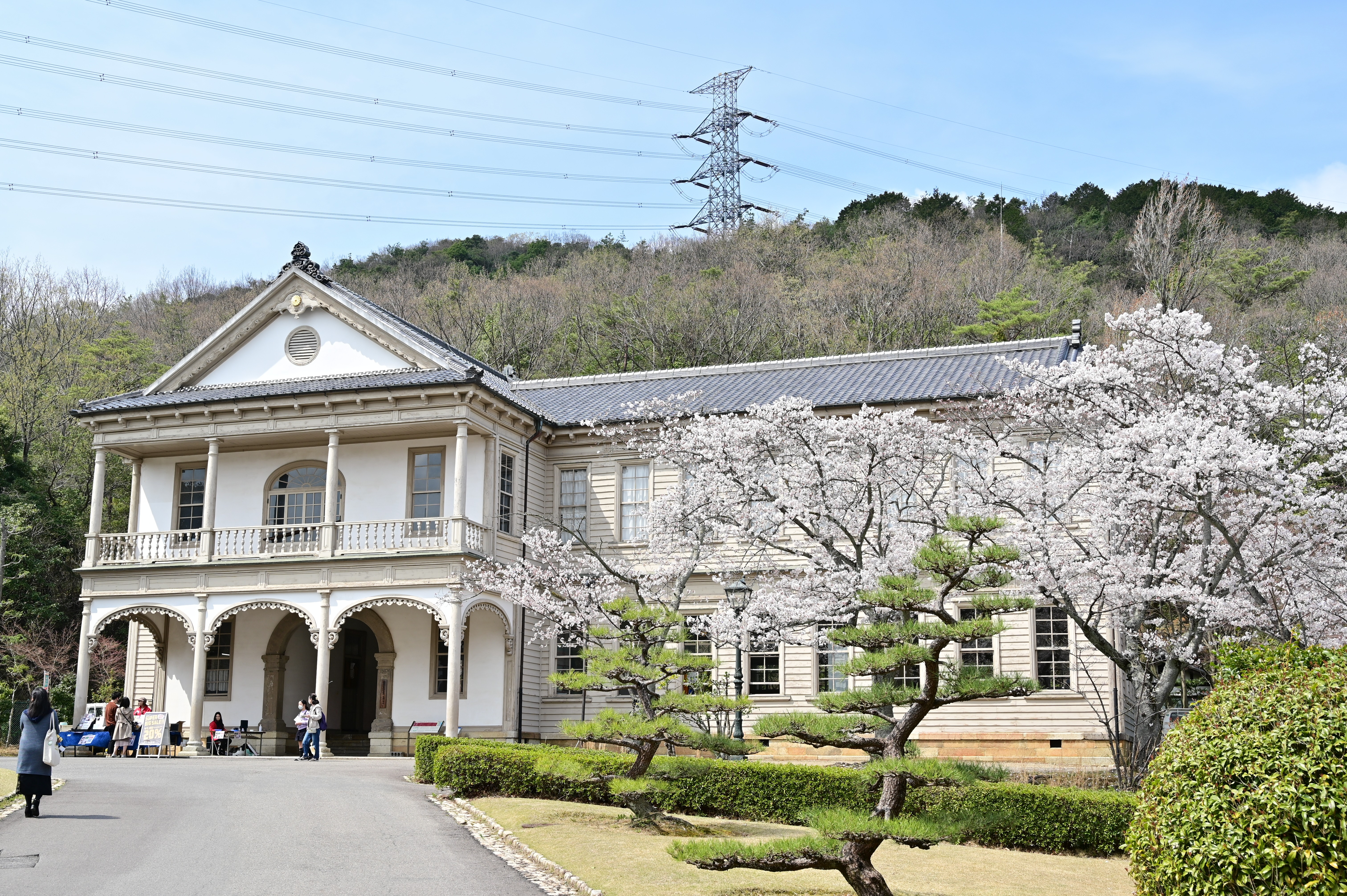
三重県尋常師範学校・蔵持小学校

☆印は開村当時の建築物

### 重要文化財（建造物）
- 旧西郷従道住宅（旧所在 東京都目黒区上目黒）☆
- 旧日本聖公会京都聖約翰教会堂 附:建築関係資料☆
- 旧品川燈台☆
- 旧菅島燈台付属官舎2棟（主屋、倉庫）☆
- 旧札幌電話交換局舎☆
- 旧呉服座 附:幣串1本
- 旧三重県庁舎 附:旧小屋束、建築関係図面11枚☆
- 旧山梨県東山梨郡役所 附:棟札☆
- 旧伊勢郵便局舎（宇治山田郵便局舎）※建物の所有者は日本郵政株式会社
- 旧東松家住宅（旧所在 愛知県名古屋市中村区舟入町）附:棟札☆
- 旧西園寺家興津別邸（坐漁荘）3棟[14] - かつては2003年（平成15年）に国の登録有形文化財に登録[15]。
  - 主屋（附：棟札2枚、御幣軸1本）
  - 警衛詰所
  - 供待及び門
  - （附：塀4棟 警衛詰所北方、供待南方、供待北方、供待東方）

### 重要文化財（歴史資料）
- リング精紡機（1893年、英国製）
- 平削盤（明治12年、工部省赤羽工作分局製）所有者は岩手県
- ゐのくち渦巻ポンプ（明治45年、合資会社国友機械製作所製）[16]

### 愛知県指定有形文化財
- 名古屋衛戍病院☆

### 国の登録有形文化財
- 第八高等学校正門
- 大井牛肉店
- 三重県尋常師範学校・蔵持小学校
- 近衛局本部付属舎（皇宮警察坂下護衛署別館）
- 赤坂離宮正門哨舎
- 学習院長官舎☆
- 森鷗外・夏目漱石住宅☆
- 東京盲学校車寄
- 二重橋飾電燈
- 鉄道局新橋工場
- 千早赤阪小学校講堂
- 第四高等学校物理化学教室☆
- 第四高等学校武術道場無声堂主屋
- 第四高等学校武術道場無声堂弓道場
- 清水医院
- 京都中井酒造
- 安田銀行会津支店☆
- 京都七條巡査派出所
- 北里研究所本館
- 幸田露伴住宅蝸牛庵
- 茶室亦楽庵
- 長崎居留地二十五番館本館
- 長崎居留地二十五番館別館
- 神戸山手西洋人住居主屋
- 神戸山手西洋人住居付属屋
- 宗教大学車寄
- 芝川家住宅主屋
- 日本赤十字社中央病院病棟
- 日本赤十字社中央病院付属便所
- 歩兵第六聯隊兵舎☆
- シアトル日系福音教会
- ブラジル移民住宅
- ハワイ移民集会所
- 六郷川鉄橋
- 鉄道寮新橋工場
- 工部省品川硝子製造所
- 本郷喜之床
- 小泉八雲避暑の家
- 半田東湯
- 聖ザビエル天主堂
- 金沢監獄正門
- 金沢監獄中央看守所
- 金沢監獄監房
- 小那沙美島燈台
- 天童眼鏡橋
- 隅田川新大橋
- 大明寺聖パウロ教会堂
- 川崎銀行本店
- 皇居正門石橋飾電燈
- 内閣文庫
- 東京駅警備巡査派出所
- 前橋監獄雑居房
- 宮津裁判所法廷
- 菊の世酒蔵
- 高田小熊写真館
- 名鉄岩倉変電所
- 帝国ホテル中央玄関

## その他
- 幸田露伴邸の近くには古墳（入鹿村古墳（明治村古墳とも称す））がある[17]。
- 蒸気機関車の「東京駅」は日本ライン今渡駅の初代駅舎（1925年建築）を移築した建物である[18]。
- 博物館明治村開村50周年に合わせ、｢名電1号形 里帰りプロジェクト｣として名古屋電気鉄道の第1号形電車の現存する札幌市交通局10形電車（22）を札幌市交通局より借り受け、名電時の状態に修復して明治村で走行させる計画であった。しかし、修復時にモーターなどの損傷が酷く、走行は困難なことが判明。走行は断念し、静態での展示に変更され、2014年（平成26年）6月28日から2023年（令和5年）9月3日まで展示された[19]。
- 犬山市が開催した動画コンテストにおいて、明治村で撮影された作品がショート部門最優秀賞を受賞した[20][21]。
- 1979年（昭和54年）5月29日、昭和天皇、香淳皇后が第40回国民体育大会に合わせて県内を行幸啓。明治村も視察先の一つとなり、京都市電などに乗車[22]。
- 2025年（令和7年）5月14日に発生したT4練習機の入鹿池墜落事故では、墜落現場が近いこともあり、自衛隊の要請により、捜索の拠点となる。そのため事故の翌日（5月15日）から5月23日まで臨時休園となった[23]。

## 明治村でロケが行われた作品、建造物が登場する作品
明治時代の貴重な建造物や街並みが復元されている事などから、映像作品のロケに使われることも多い。
- 社長繁盛記（1968年公開。映画）
- 春の波涛（NHK大河ドラマ、1985年）
- 美濃路殺人事件（1987年発表。内田康夫による小説）
- デビルマン（2004年公開。映画）
- 劒岳 点の記（2009年公開。映画）東京パート（参謀本部陸地測量部・主人公の測量官の自宅など）や列車シーンの撮影に使用された。
- 板尾創路の脱獄王（2010年公開。映画）
- レオニー（2010年公開。日米合作映画）
- NHKドラマ　坂の上の雲（2009年～2011年12月）
- run for money 逃走中（2010年11月23日。フジテレビ系列）- 明治時代の東京という設定でゲームが行われた。
- ごちそうさん（NHK連続テレビ小説。2013年10月 - 2014年3月）
- 花子とアン（NHK連続テレビ小説。2014年3月 - 2014年9月）
- タイムスクープハンター（NHK総合テレビ）
- Fate/Zero（博物館明治村に展示されている聖ザビエル天主堂などの多数の建造物がモデルとして使用されている）
- 俺がお嬢様学校に「庶民サンプル」としてゲッツされた件（博物館明治村に移設された旧西郷従道住宅をモデルとした建物が登場する）
- 恋愛ラボ（作中に登場する私立藤崎女子中学校の校門は博物館明治村の正門がモデルとなっている）
- ゴールデンカムイ（建物の一部が作中の建物のモデルとして使用されている）
- わろてんか （NHK連続テレビ小説。2017年10月 - 2018年3月）
- 半分、青い。（NHK連続テレビ小説。2018年4月23日の放送で、主人公がデートで博物館明治村を訪れる場面が登場する[25]）
- まんぷく（NHK連続テレビ小説。2018年10月 - 2019年3月）
- 明治東亰恋伽（2019年4月 - 5月、テレビ神奈川ほか）
- 新幹線変形ロボ シンカリオンZ（テレビ東京。2021年6月25日の放送で、ザイライナーHC85ヒダのZコードを解除する重要なカギを握る場所として登場する）
- エール（NHK連続テレビ小説。2020年3月 - 2020年11月）
- 虎に翼（NHK連続テレビ小説。2024年4月 - 2024年 9月 ）

など多数

## 明治偉人隊
劇作家のやとみまたはちプロデュースによるおもてなしグループ。歌や踊りを披露を通して明治時代の魅力を伝えるために活動をしている。2019年5月1日の令和初日にデビューし、村内にて公演やグリーティング、建物ガイドの同行（2024年3月まで）など様々なおもてなしを行っている。設立当時のメンバーは樋口一葉（山川奈央）、夏目漱石（後藤章）、福澤諭吉（山口怜斗）、松井須磨子（角真里奈）、野口英世（森貴史）の5名であった。
野口英世が2021年3月31日に活動休止、瀧廉太郎（岡田展寛）が2021年5月1日に加入、樋口一葉が2022年7月1日より活動休止後、同年11月23日に卒業、夏目漱石が2022年7月1日より活動休止後、2023年2月11日に復帰したが同年3月31日に卒業となり、福澤諭吉、松井須磨子、瀧廉太郎の3名体制であったが、2024年4月25日に3年ぶりの加入となる新メンバーの発表があることが告知され同年5月1日に新メンバーとして津田梅子（髙橋ナナ）が披露された。2024年12月に瀧廉太郎が2025年3月末で偉人隊から抜けることが発表された。2025年4月18日に石川啄木、高橋瑞の2名の加入が告知され、同年4月27日より5名体制になる。
現在(2025年7月時点)発表されている曲は『檸檬の恋文』『恋するFREEDOM 夢見るLIBERTY』『黒猫-BLACK CAT-』『THE GREATEST MAN』『明治村を作ろう』『MAKE A NEW HISTORY -明治偉人隊のテーマ-』『TURN THE WORLD』『時のシンフォニー』の7曲。作詞作曲はやとみまたはち。2022年5月1日に、前述の檸檬の恋文、恋するFREEDOM 夢見るLIBERTY、黒猫-BLACK CAT-の3曲を含む8曲入りのアルバム「異世界事情」を発売、各種配信サービスにて購入可能、またCD（通常版・限定版）は明治村オンラインショップにて購入可能。但し、現在(2025年7月時点)は購入不可となっている。

## 交通アクセス

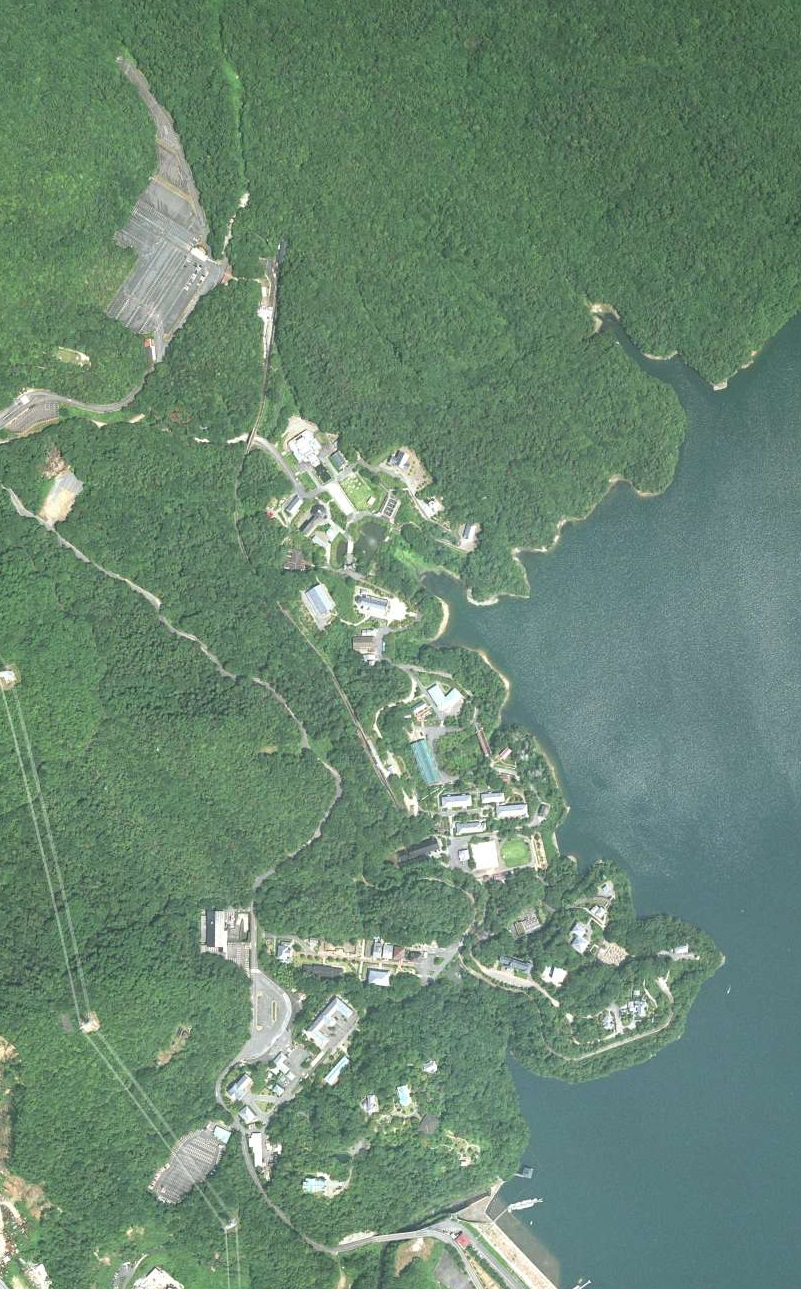
全景（2006年）
出典：『国土交通省「国土画像情報（カラー空中写真）」（配布元：国土地理院地図・空中写真閲覧サービス）』

### バス
- 名鉄犬山線・小牧線・広見線「犬山駅」東口から岐阜バス 約20分。
- 名鉄バスセンター・栄 との直通バスあり。

### 自動車
- 中央自動車道「小牧東IC」から3km。

## 関連書籍
- 「博物館明治村」谷口吉郎、二川幸夫/著（淡交社、1976年）
- 「カラー 明治村への招待」木村毅、他/著（淡交社、1977年）
- 「博物館明治村」博物館明治村/編（名古屋鉄道、1985年）
- 「博物館明治村ガイドブック」博物館明治村/編（名古屋鉄道、1985年）
- 「博物館明治村～ジュニアガイドブック」（名古屋鉄道、1985年）
- 「たてもの野外博物館探見～明治村から江戸東京たてもの園まで全国35館」広岡祐/著（JTB、2000年）
- 「明治かがやく～開村40周年博物館明治村記念号」（平凡社、2005年）
- 「ビジュアルガイド明治・大正・昭和のくらし～(1)明治のくらしと文化」（汐文社、2007年）
- 「明治村評判帖(1)」博物館明治村/編（博物館明治村、1971年）
- 「明治村評判帖(2)」博物館明治村/編（博物館明治村、1971年）
- 「明治村評判帖(3)」博物館明治村/編（博物館明治村、1972年）
- 「明治村評判帖(5)」博物館明治村/編（博物館明治村、1976年）
- 「明治村建造物移築工事報告書～第1集：西郷従道邸」博物館明治村/編（博物館明治村、1976年）
- 「明治村建造物移築工事報告書～第2集：品川燈台」博物館明治村/編（博物館明治村、1978年）
- 「明治村建造物移築工事報告書～第3集：東山梨郡役所」博物館明治村/編（博物館明治村、1982年）
- 「明治村建造物移築工事報告書～第4集：呉服座」博物館明治村/編（博物館明治村、1985年）
- 「財団法人博物館明治村年報（昭和36年～昭和49年）博物館明治村/編（博物館明治村、1979年）
- 「財団法人博物館明治村年報（昭和50年～昭和54年）博物館明治村/編（博物館明治村、1980年）
- 「財団法人博物館明治村年報（昭和55年1月～昭和57年3月）博物館明治村/編（博物館明治村、1982年）
- 「財団法人博物館明治村年報（昭和57年度）」博物館明治村/編（博物館明治村、1983年）
- 「財団法人博物館明治村年報（昭和58年度）」博物館明治村/編（博物館明治村、1996年）
- 「財団法人博物館明治村年報（平成9年度）」博物館明治村/編（博物館明治村、1998年）
- 「財団法人博物館明治村年報（平成10年度）」博物館明治村/編（博物館明治村、1999年）
- 「財団法人博物館明治村年報（平成11年度）」博物館明治村/編（博物館明治村、2000年）
- 「財団法人博物館明治村年報（平成12年度）」博物館明治村/編（博物館明治村、2001年）
- 「財団法人博物館明治村年報（平成13年度）」博物館明治村/編（博物館明治村、2002年）
- 「財団法人博物館明治村年報（平成14年度）」博物館明治村/編（博物館明治村、2003年）
- 「財団法人博物館明治村年報（平成17年度）」博物館明治村/編（博物館明治村、2006年）

## 広告
2006年より年数回、日本経済新聞紙面において、「明治村への誘（いざな）い」という、さまざまな有名人が明治村の魅力を語る広告を継続掲載中。2010年に登場した小田和正は、自身が何度も明治村に足を運んだことが縁となり、名古屋鉄道の企業CMで彼の曲が使われている。